# Escultura grega clàssica

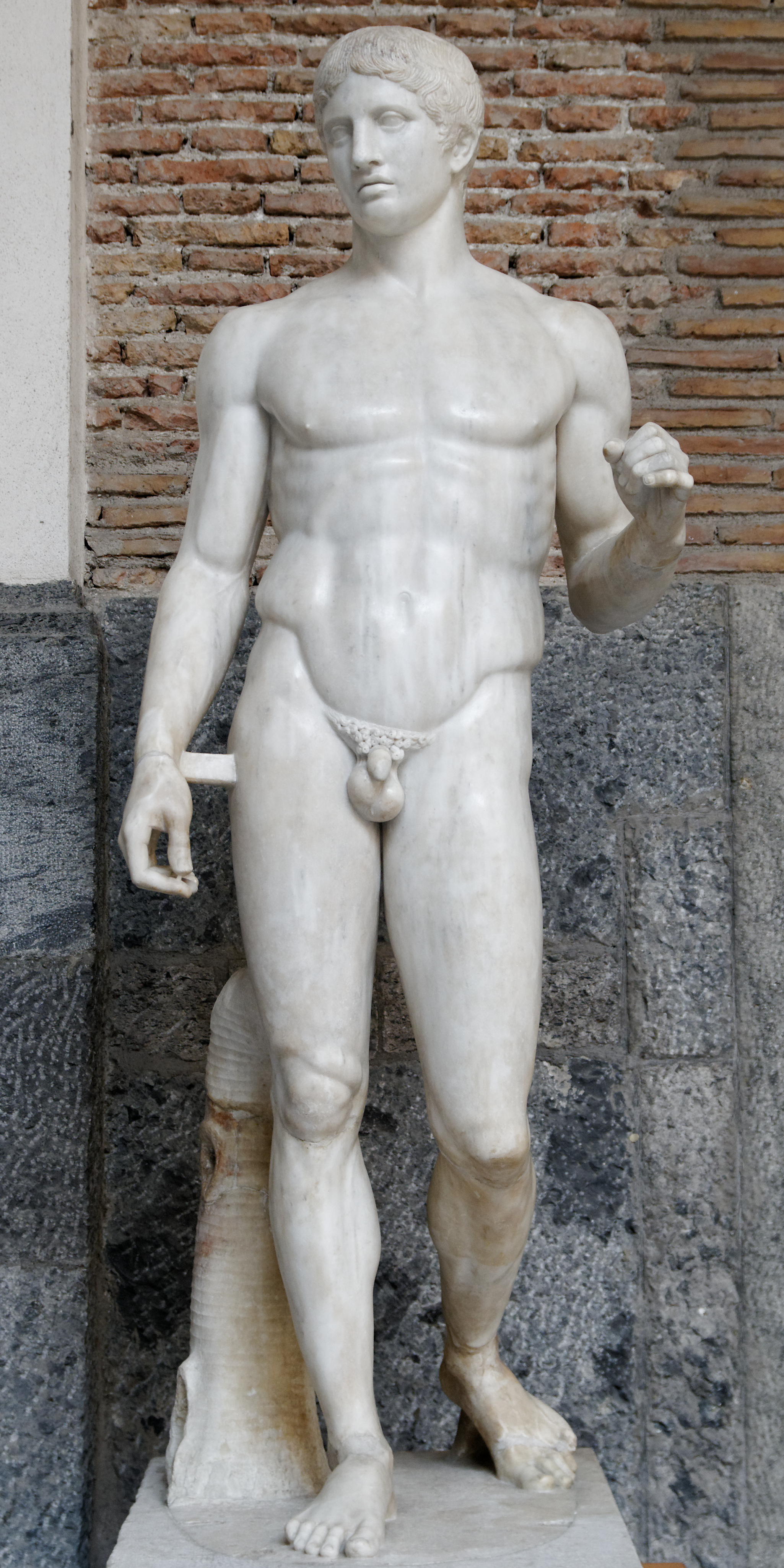
Dorífor (c., còpia romana de l'original de Policlet, Museu Arqueològic Nacional de Nàpols.

L'escultura grega clàssica ha estat considerada durant molt de temps el punt més alt del desenvolupament de l'escultura|art escultòric de l'antiga Grècia, va eclipsar d'altres estils que es van cultivar a Grècia en la seva llarga història. Policlet va escriure al voltant de l'any 450 aC un tractat sobre les proporcions del cos humà, titulat Cànon que s'acostuma a prendre com a punt de partida d'aquest període, i el seu fi està marcat en la conquesta de Grècia pels macedonis a Queronea el 338 anys, moment en què l'art grec comença una gran difusió cap a l'orient, d'on rep influències, canvia el seu caràcter i es converteix en cosmopolita en la fase coneguda com a hel·lenisme. És aleshores, quan es consolida la tradició de l'classicisme grec, prenent l'home com la nova mesura de l'univers, i el reflex d'això a l'escultura és la primacia absoluta de la representació del cos humà nu. L'escultura clàssica va desenvolupar una estètica que combinava els valors idealistes amb una representació fidedigna de la natura, però va evitar la caracterització i la interpretació excessivament realista de les sensacions emocionals i va romandre per regla general en un ambient formal d'equilibri i harmonia. També quan els personatges es trobaven representats en escenes de batalla la seva expressió no reflectia la violència dels fets.
El classicisme va elevar a l'home a un nivell de dignitat sense precedents, al mateix temps en què se li va donar la responsabilitat de crear el seu propi destí i oferir un model de convivència harmoniós, un esperit d'una educació integral per a un civisme exemplar. Aquests valors, juntament amb la seva tradicional associació de la bellesa amb la virtut, van trobar a l'escultura de l'època clàssica, amb el seu retrat idealitzat de l'ésser humà, un vehicle especialment adequat per expressar-lo i un eficaç instrument d'educació cívica, ètica i estètica. Es va inaugurar una nova forma de representar el cos humà que va ser una de les claus per al naixement d'una nova filosofia, l'estètica, a més a més d'haver estat el fonament de moviments posteriors d'enorme importància, com el Renaixement i el Neoclassicisme, i fins i tot continua sent vàlid al dia d'avui. Per tant, el seu impacte en la cultura occidental és molt important, estant una referència central per a l'estudi de la història de l'art occidental. Però a més a més del seu valor històric, la seva qualitat artística poques vegades ha estat posada en dubte, la gran majoria dels crítics de l'art antics i moderns l'enalteix i els museus que la conserven són visitats per milions de persones cada any. L'escultura grega clàssica, encara que de vegades ha rebut algunes crítiques relacionades amb les seves ideologies, el dogmatisme estètic i d'altres exclusivitats, encara pot tenir un paper positiu i renovellador a l'exercici de l'art i la societat contemporània.

## Definició de clàssic

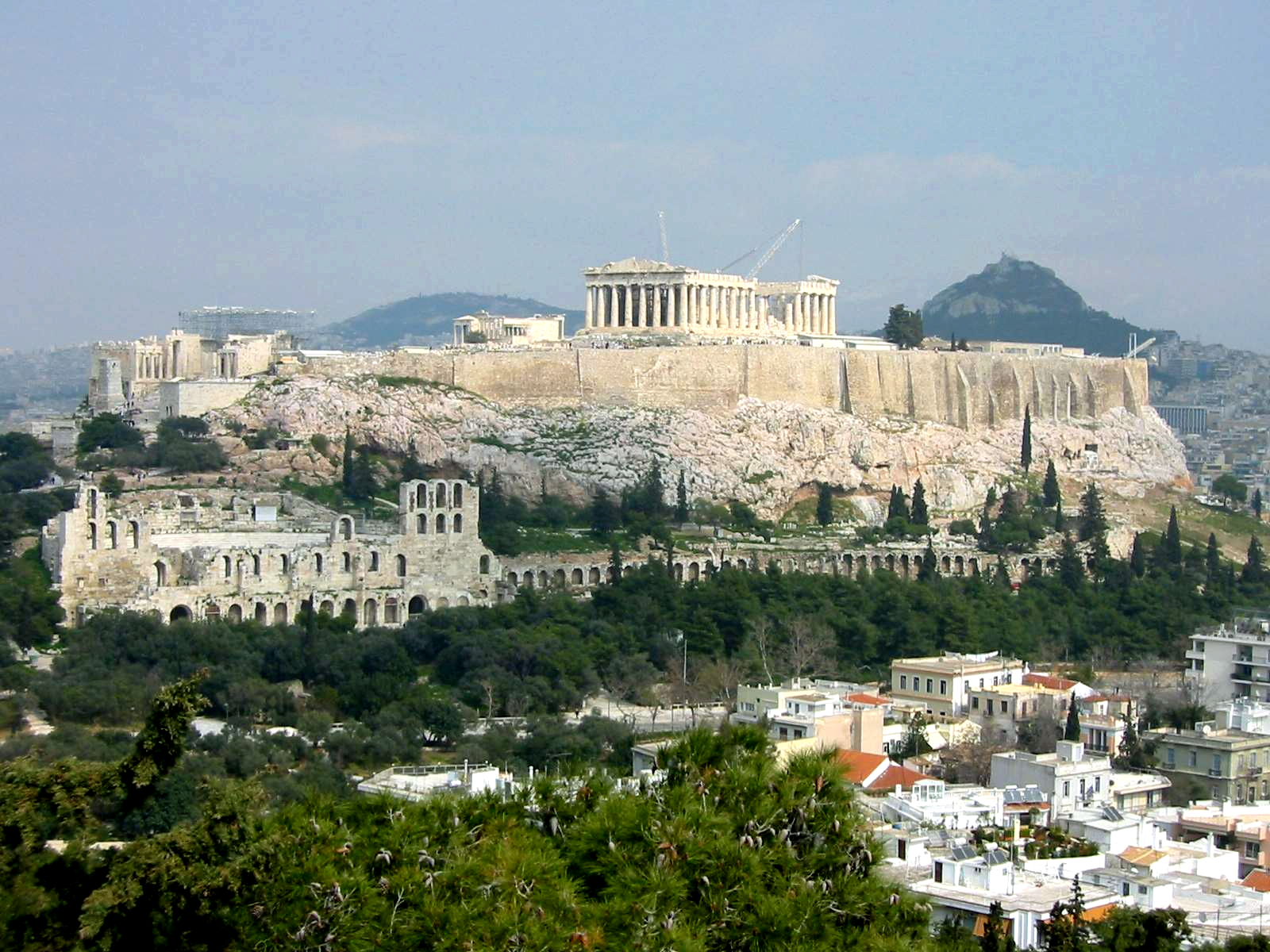
Imatge de lAcròpoli d'Atenes, coronada pel Partenó.

La paraula clàssic té un ampli ús, i no hi ha consens a la literatura especialitzada sobre la seva definició exacta. Les civilitzacions grega i romana en conjunt van ser anomenades clàssiques, per tenir establert patrons culturals que es van tornar en cànons i que encara continuen estant vàlids. En aquest sentit, clàssic és tot el que estableix un model amb què jutjar expressions que pertanyen a una mateixa categoria. El terme s'utilitza amb un sentit més estricte, per referir-se a un breu període, dintre de la llarga història de la cultura grega antiga –de mitjan segle v aC fins a quasi el final del segle iv aC–, quan es va desenvolupar un estil i es va crear un grup d'obres que durant segles es consideren el més gran assoliment a l'art de l'escultura de tots els temps i, per tant, mereixen la qualificació de clàssica. Com en tots els processos de l'evolució artística, les dates per definir una regla rigorosa resulten inexactes i objecte de controvèrsia, sempre hi ha elements de transició abans i després del període central, fent les fronteres sempre difuses i difícil de catalogar, el que fa necessari per raons pràctiques adoptar els límits establerts per la tradició. El període clàssic es desenvolupà entre els segles V i IV ane, normalment s'accepta com el seu inici el 480 aC, durant les guerres mèdiques quan Xerxes va incendiar l'Acròpolis, i el seu final cap al 323 aC, amb la mort d'Alexandre Magne.

## Context i antecedents

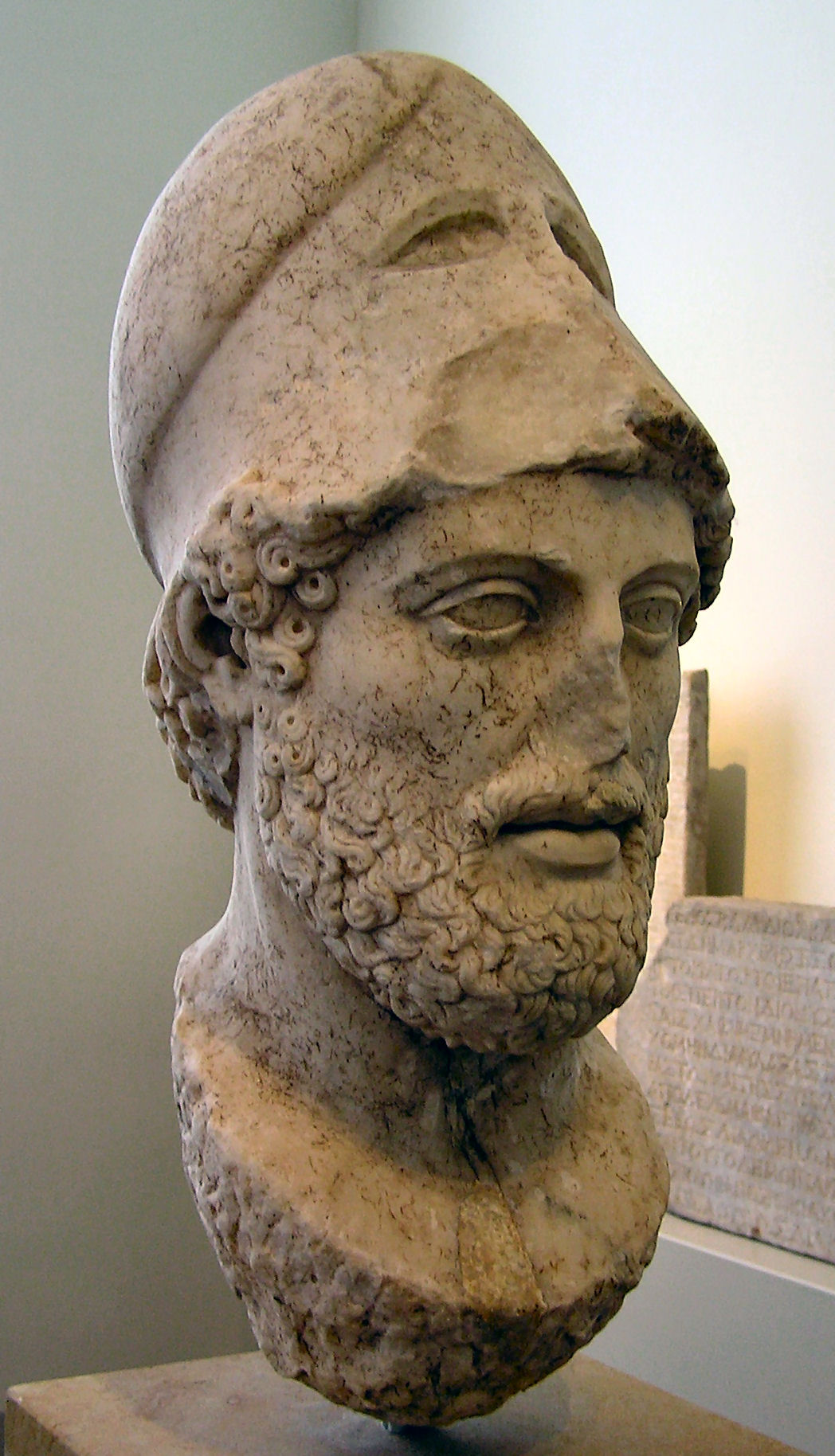
Pèricles,, còpia romana d'un retrat grec, Altes Museum, Berlín. El gran estadista fou l'impulsor de la construcció de l'Acròpoli d'Atenes.

L'escultura grega clàssica deriva principalment de l'evolució cultural d'Atenes al segle v aC i la seva expansió s'explica per l'hegemonia d'aquesta ciutat sobre les altres gregues, on la principal figura artística va ser Fídies, amb la col·laboració més o menys aïllada, però essencial, d'un altre gran artista, Policlet, actiu en Argos. A mitjans d'aquest segle, a Grècia es va experimentar un moment d'autoconfiança. Després de la victòria contra els perses, Atenes va assumir el lideratge entre les ciutats gregues, amb l'organització de la Lliga de Delos. Prop del 454 aC el tresor de la Lliga es va traslladar a Atenes, la ciutat es va convertir en una potència i va reduir als seus antics aliats a una condició de tributaris. Però Jerome Pollitt assenyala que aquests factors, ja sigui separadament o alhora, són suficients per explicar els canvis observats en la cultura general. Entre aquests factors estava Pèricles, que va dominar la política d'Atenes entre 460 aC al 429 aC, amb el seu objectiu de transformar la seva ciutat en un model per a tot el món grec. Va incentivar l'imperialisme atenès i va protegir artistes i filòsofs que van plasmar en formes concretes els seus ideals. Al mateix temps, va decidir trencar una promesa feta pels atenesos de deixar en ruïnes els monuments que havien estat destruïts pels perses –com si fos un recordatori perpetu de la barbàrie–, iniciant la reconstrucció de la ciutat i l'Acròpolis, en part amb recursos propis i parcialment amb el superàvit del tresor de la Lliga, del que era dipositari. Pèricles tenia al cap amb això dinamitzar l'economia d'Atenes, emprant una multitud d'obrers i artesans i al mateix temps deixar un testimoni visible de la nova situació de la ciutat.
Plutarc va descriure l'entusiasme que hi havia amb els treballs a l'Acròpolis:
| «                                                                           | Així, doncs, les obres s'aixecaven, superbes per la magnitud i inimitables per la forma i la gràcia, els artífexs rivalitzant a superar-se ells mateixos en la bellesa de l'execució. La cosa més admirable fou la rapidesa. Cadascuna d'elles, creia la gent, a penes arribaria a la seva fi per l'esforç de moltes generacions successives, però totes rebien el darrer perfeccionament durant el punt dolç d'una sola gestió política. | » |
| — Plutarc de Queronea, Vides paral·leles XIII. Traducció Carles Riba, p. 16 | |   |

Al mateix temps, la filosofia va canviar el seu focus d'atenció del món natural a la societat humana, en la creença que l'home podia ser l'autor del seu propi destí. Més que això, l'home va arribar a ésser considerat el centre de la creació. Sòfocles expressa aquesta nova forma de pensar en la dignitat de l'home a Antígona (c. 442 aC), dient:

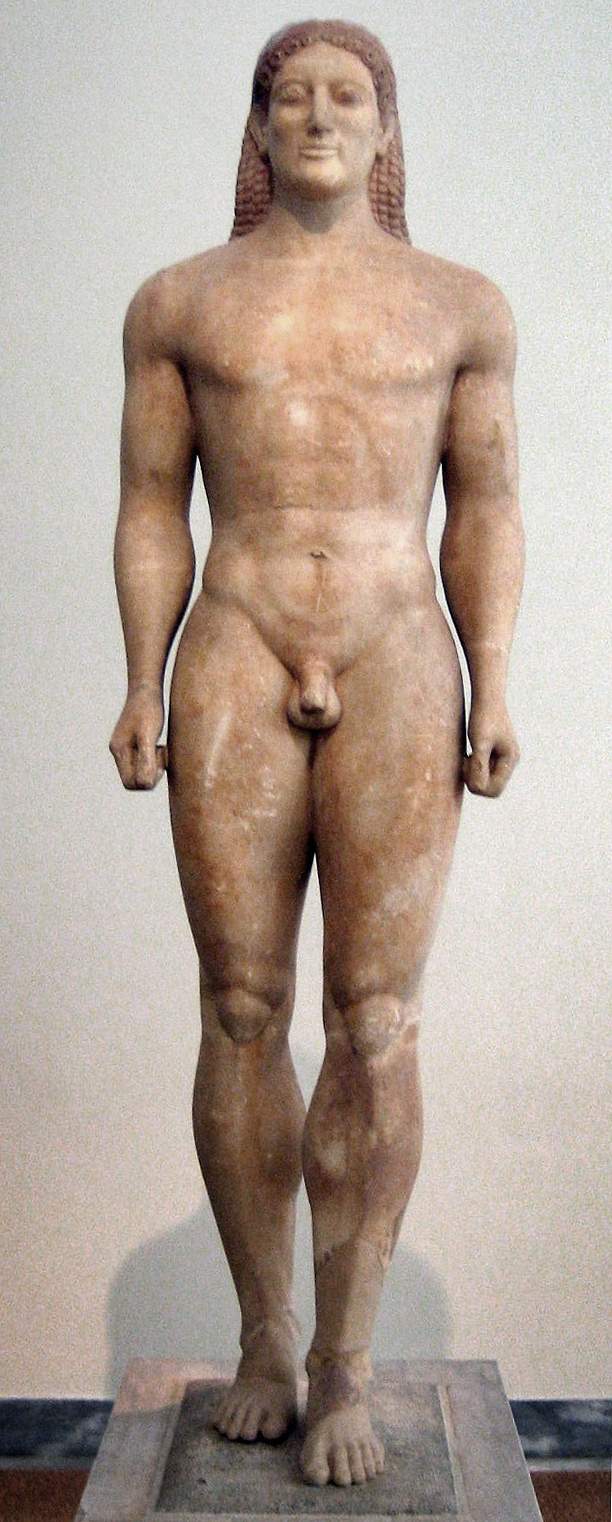
Koúros d'Anàvissos, original, Museu Arqueològic Nacional d'Atenes. Exemple d'estil arcaic.

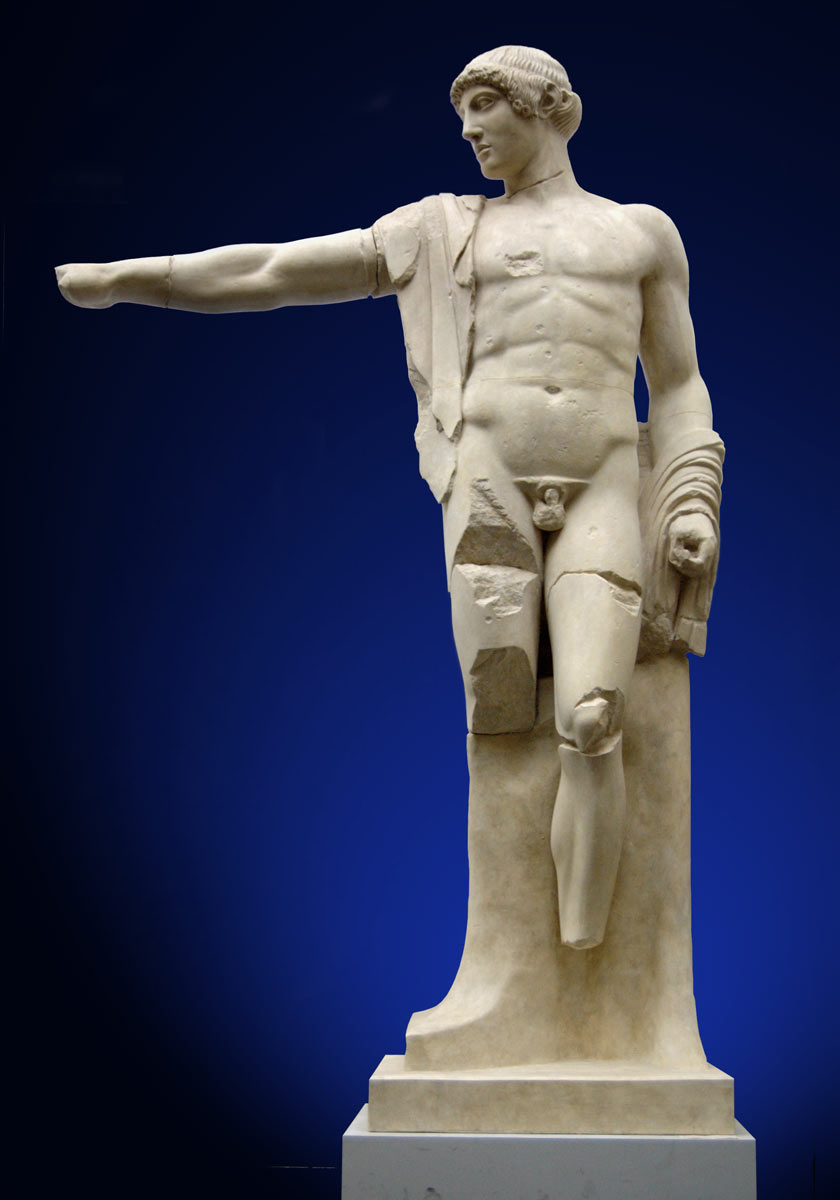
Apol·lo, original, Museu Arqueològic d'Olímpia. Exemple d'estil sever.

| «                                                      | Moltes són les coses que admiren, i cap n'hi ha que admiri més que l'home. Ell fins a més enllà de la blanquina gran mar, amb el llebeig tempestuós avança, travessant les aigües inflades que entorn s'apregonen. I dels déus la suprema, la Terra inconsumible, infatigable, turmenta, amb el vaivé de les arades, d'any en any, quan la gira, amb la força de la nissaga cavallina.[...] També domina amb ginys la feréstega bèstia muntanyana, i el cavall de pelut bescoll, el mena sota el jou que li volta la tossa, i el brau de la serra, incansable. I el llenguatge, i el pensament que és com un vent, i l'impuls d'habitar ciutats, és ell mateix que se'ls ha apresos; com a defugî els trets al ras de les incòmodes glaçades i de les males pluges, amb recursos per tot; sense recursos a res no s'aventura del futur; només de la mort no es procurarà una fugida; les malalties intractables ha imaginat, però, com evadir-se'n. | » |
| — Sòfocles, Antígona: Traducció Carles Riba pp.160-161 | |   |

Així sorgeix el classicisme d'un sentiment de confiança en les capacitats i les realitzacions d'un determinat poble, un desig de glòria i eternitat per a si mateix, i el seu orgull, així com la seva xenofòbia resulten evidents al discurs polític i a la literatura de l'època, però els poetes i els filòsofs eren conscients de les implicacions per a tota la humanitat en aquesta nova forma d'ésser. L'home es converteix en la nova mesura de totes les coses, que poden ser jutjades a partir de la seva experiència. Està present, per exemple, en la irregularitat matemàtica de les dimensions del Partenó, on les columnes es desvien de l'ortogonal estricta per aconseguir efectes de regularitat òptica, amb la inclinació cap endins, el diàmetre a la seva part central ampliat i les columnes dels angles una mica més gruixudes que totes les altres. S'expressa també al naturalisme cada vegada més gran de les formes humanes de l'estatuària.

Pel que fa a l'elaboració de la forma escultòrica clàssica, a mitjan segle V el naturalisme estava ja molt avançat. Els cinquanta anys anteriors havien estat un període de ràpids i radicals canvis socials i estètics, que van determinar l'abandonament del model arcaic a un altre que es va denominar sever. L'estil arcaic utilitzava una sèrie de convencions heretades dels egipcis, i el més important del seu gènere, el nu masculí, o curos, era una fórmula fixa, una imatge de línies abstractes que només mostraven del cos humà real les característiques més bàsiques i sempre exhibien l'anomenat «somriure arcaic» amb la mateixa actitud corporal, encara que aconseguís resultats d'un aspecte superb i d'una força innegable.

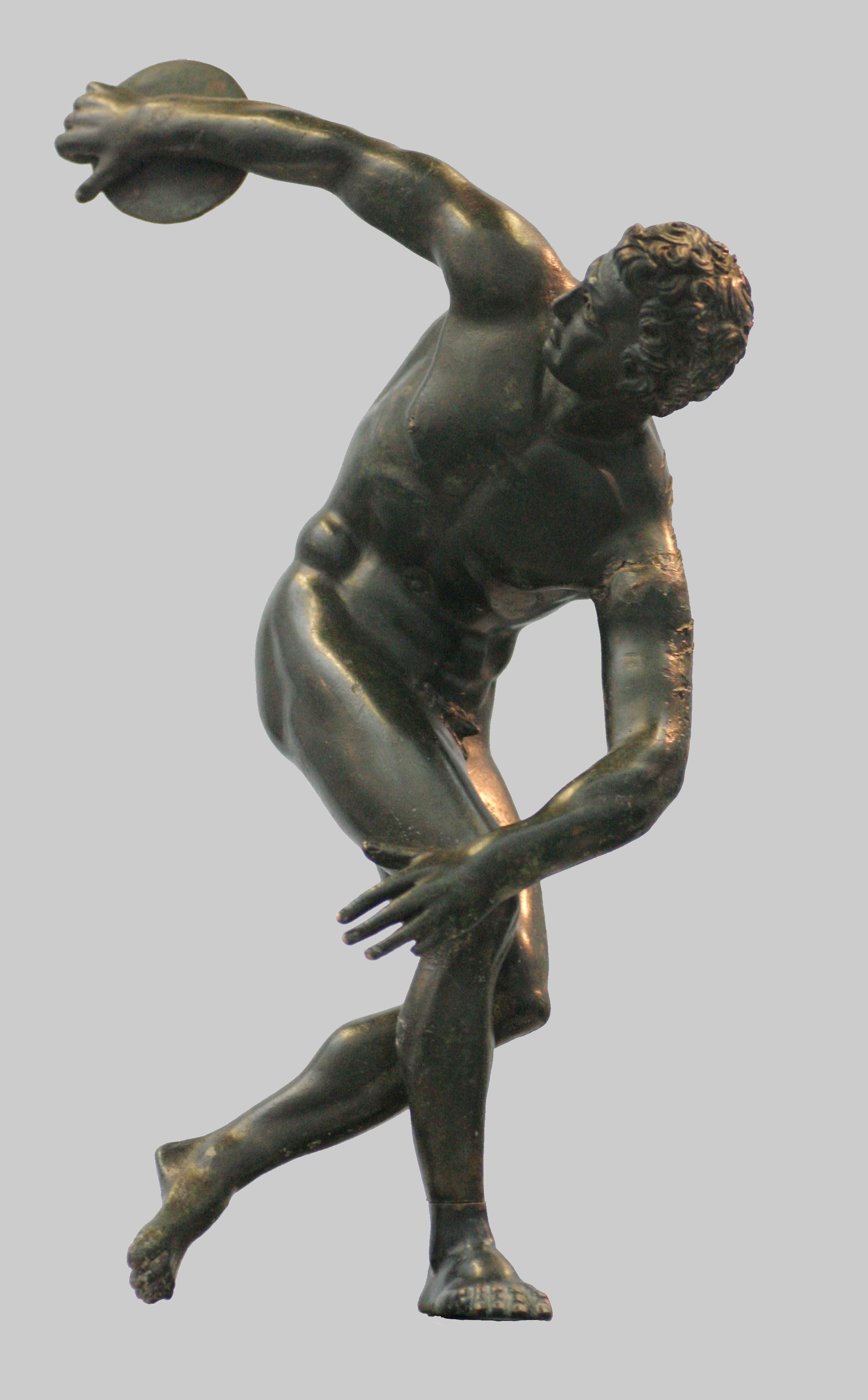
Discobol de Miró, còpia romana, Gliptoteca de Múnic.

Aquestes eren sempre formes d'homes joves, estenent-se des de l'adolescència a una certa maduresa, fins i tot quan van estar realitzades per als sepulcres, probablement, de ciutadans més grans, com les estàtues sepulcrals del Koúros d'Aristodikos i el Koúros d'Anàvissos del Museu Arqueològic Nacional d'Atenes; també es troba en aquest museu la Kore amb el peple.
Aquest model va vigir amb pocs canvis durant més de dos-cents anys, els artistes del període sever van introduir un nou sentit del naturalisme, i van obrir el camí per a l'estudi de l'anatomia humana a partir del natural i per a l'expressió de les emocions de manera més convincent i variada. Prop de l'any 455 aC Miró, escultor de la transició, va assolir gran fama per les seves escultures dedicades a déus i atletes, va realitzar el seu Discòbol, una obra que mostra un grau de naturalisme avançat coneguda per diverses còpies posteriors romanes, i poc després Policlet va consolidar, prop del 450 aC, un nou cànon de proporcions, que va expressar la bellesa i la vitalitat del cos, al mateix temps que li va donar un aspecte d'eternitat i harmonia. A partir del 446 aC, Fídies, que va liderar el principal grup d'escultors que van decorar l'Acròpolis, va deixar al Partenó la primera sèrie d'obres a escala monumental, amb models temàtics que perdurarien llarg temps. Amb ells es van establir els fonaments de l'escultura que es coneix com l'«Alt classicisme», (c. 450-420 aC).

## Alt classicisme
Des del període sever l'esforç dels artistes es va dirigir per a l'obtenció d'una més gran versemblança de les formes escultòriques amb relació al model viu, però també amb la preocupació de transcendir l'aparença per tal d'expressar les seves virtuts internes. Per els antics grecs es va identificar la bellesa física amb la perfecció moral, un concepte conegut com a kalokagathia, per a ells l'educació i el cultiu del cos eren tan importants com el perfeccionament del caràcter, essencial per a la formació d'un ciutadà exemplar en una cultura on la nuesa masculina en públic –el motiu central de l'escultura grega clàssica– era un costum social acceptable en unes certes situacions. Aquests valors van trobar en aquesta fusió única del naturalisme amb l'idealisme un canal cada vegada més apropiat per manifestar-lo. Amb la varietat dels temes tractats en l'estatuària i la perfecta conjunció dels déus amb herois i mortals, a moltes de les seves estàtues commemoratives van aconseguir fixar uns models de prototips a seguir per molt de temps. La preferència per la representació idealitzada dels personatges, sempre millor a la seva joventut, el cos en la seva glòria de bellesa i de vigor, negava el poder de la decadència física i la mort i restaurava el personatge a l'eternitat. El seu model va ser millorat pel canvi d'enfocament destinat a materialitzar els símbols genèrics de la virtut que tots desitjaven i, amb això, oferir al poble l'oportunitat d'aprenentatge i a gaudir d'un plaer estètic superior. Tantes eren les seves capacitats que l'escultura clàssica es va convertir per als grecs en un bé d'utilitat pública i un instrument pedagògic.
Una important contribució individual per cristal·litzar l'associació entre l'art i l'ètica també va ser donada per Pitàgores en el període arcaic, des de la seva recerca al camp de les matemàtiques aplicades a la música i la psicologia. Va considerar que els modes grecs musicals impressionaven l'ànima de diferents maneres i eren capaços d'induir estats psicològics i conductes definides, si la música no imités l'harmonia matemàticament expressa del cosmos, podria pertorbar les ànimes de les persones i la societat. Aquesta associació es va ampliar ràpidament a altres arts, donant-los poders similars de transformació individual i, per tant, col·lectiva. El seu pensament va tenir una profunda influència sobre Plató, que va seguir la recerca deixada pels pitagòrics, el que portaria a un nou debat de l'estètica, per a l'exploració detallada de les seves conseqüències morals i socials.

### Policlet
Policlet va ser, el primer escultor a sistematitzar aquests valors i conceptes aplicats a l'escultura d'un tractat, el Cànon –norma en grec. En ell l'artista realitza un model de representació ideal de la bellesa i la realitat, lliure de característiques o variacions individuals. La bellesa del cos es trobava en la proporcionalitat de totes les seves parts entre si: el cap havia de ser la setena part de l'altura total, el peu dues vegades la longitud del palmell de la mà, etc.

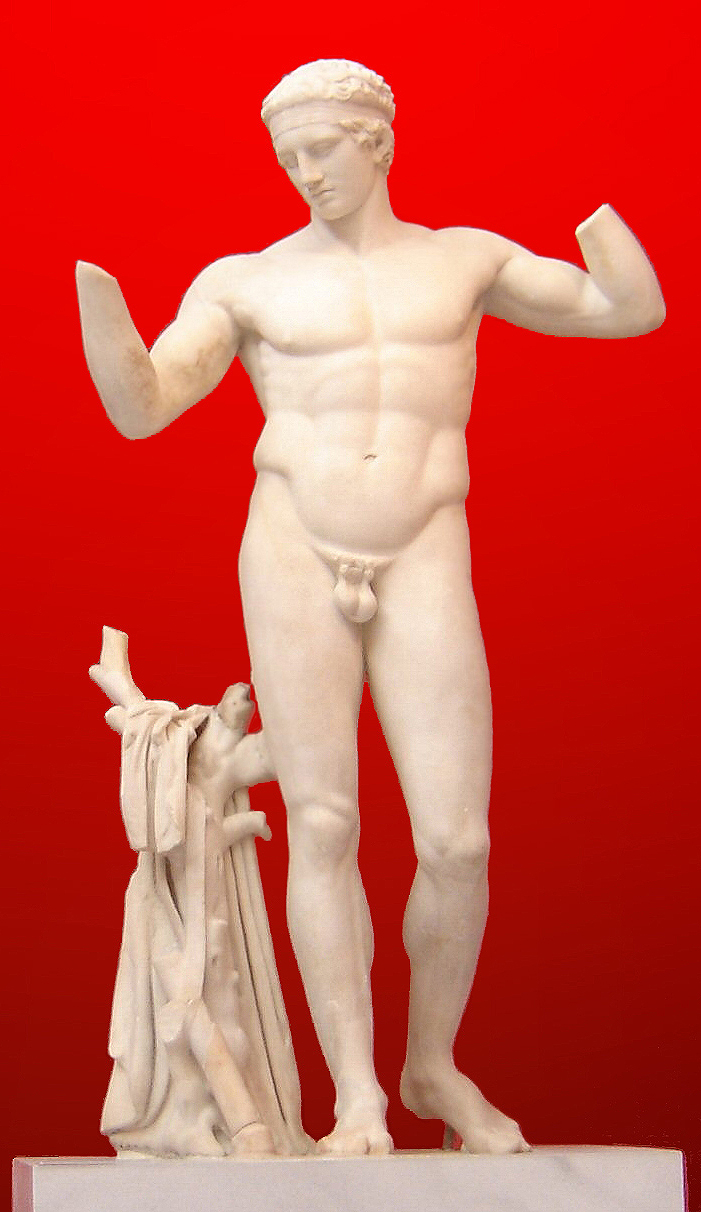
Diadumen, Museu Arqueològic Nacional d'Atenes

L'obra escrita està perduda, però comentaris posteriors sobre aquesta, donen una idea del seu contingut. Claudi Galè va escriure que la bellesa d'un humà:
| « | ... no sorgeix en la proporcionalitat o simetria de les seves parts constituents sinó en la proporcionalitat de parts com ara la de dit a dit, i la de tots els dits respecte del palmell] i el canell, i la d'aquestes amb l'avantbraç, i la de l'avantbraç amb el braç i, de fet, de tot respecte de tota la resta. | » |

Policlet va realitzar una estàtua d'un home nu on va ratificar tot el seu text, aquesta escultura està identificada actualment com el Dorífor, i Arnold Hauser suggereix, quasi sense objecció d'altres autors, que representa Aquil·les. Andrew Stewart diu que la intenció de l'autor era clarament discutir amb ella, criticant l'estil dels seus predecessors com l'escultor Pitàgores de Règion, que es preocupaven més per la simetria i el ritme i van donar un model formal que havia de seguir-se com una llei. La seva expressió deliberadament neutra i imparcial, el seu equilibri entre estàtic i en moviment aconseguit amb el contrapposto, la seva atenció en establir un rigorós sistema de proporcions que definia tota la composició de la figura del cos i les relacions de les seves parts entre si, va aparèixer com una gran novetat a la seva època, un exemple perfecte visual de sofrosina o autocontrol i moderació en totes les accions, una de les virtuts bàsiques que componien la doctrina apol·línia de «res en excés», i que caracteritzaven el veritable heroi. Encara que molt apreciats, els seus principis semblen no haver estat aprovats en tots els casos. Va ser criticada la seva ineficàcia, en contexts narratius i violents com a escenes de batalles, i escriptors com Quintilià, van dir més tard, que aquest sistema no aconseguia expressar l'autoritat dels déus:
| « | Encara que Policlet va saber donar a la forma humana una bellesa sobrenatural, de tota manera no sembla haver expressat igualment la majestat divina. | » |

Tanmateix, el seu èxit s'evidencia pel gran nombre de vegades que va ser copiat i per la seva profunda influència a les generacions posteriors. Policlet potser s'hagués basat en recerques prèvies sobre proporcions realitzades per l'escultor Pitàgores, però de qualsevol manera, les seves idees eren part de la recerca dels seus contemporanis per descobrir l'estructura regular i harmoniosa, el model fonamental de les infinites variacions d'un mateix tipus del món físic, i establir relacions numèriques definides a fi de poder imitar la regularitat i harmonia a l'art, continuant la teoria del filòsof Pitàgores que l'univers estava estructurat a través de nombres. Dues de les seves composicions són les considerades actualment com a models del seu cànon, el Dorífor i el Diadumen; segons sembla les dues escultures representen el retrat d'uns personatges individuals.

### Fídies

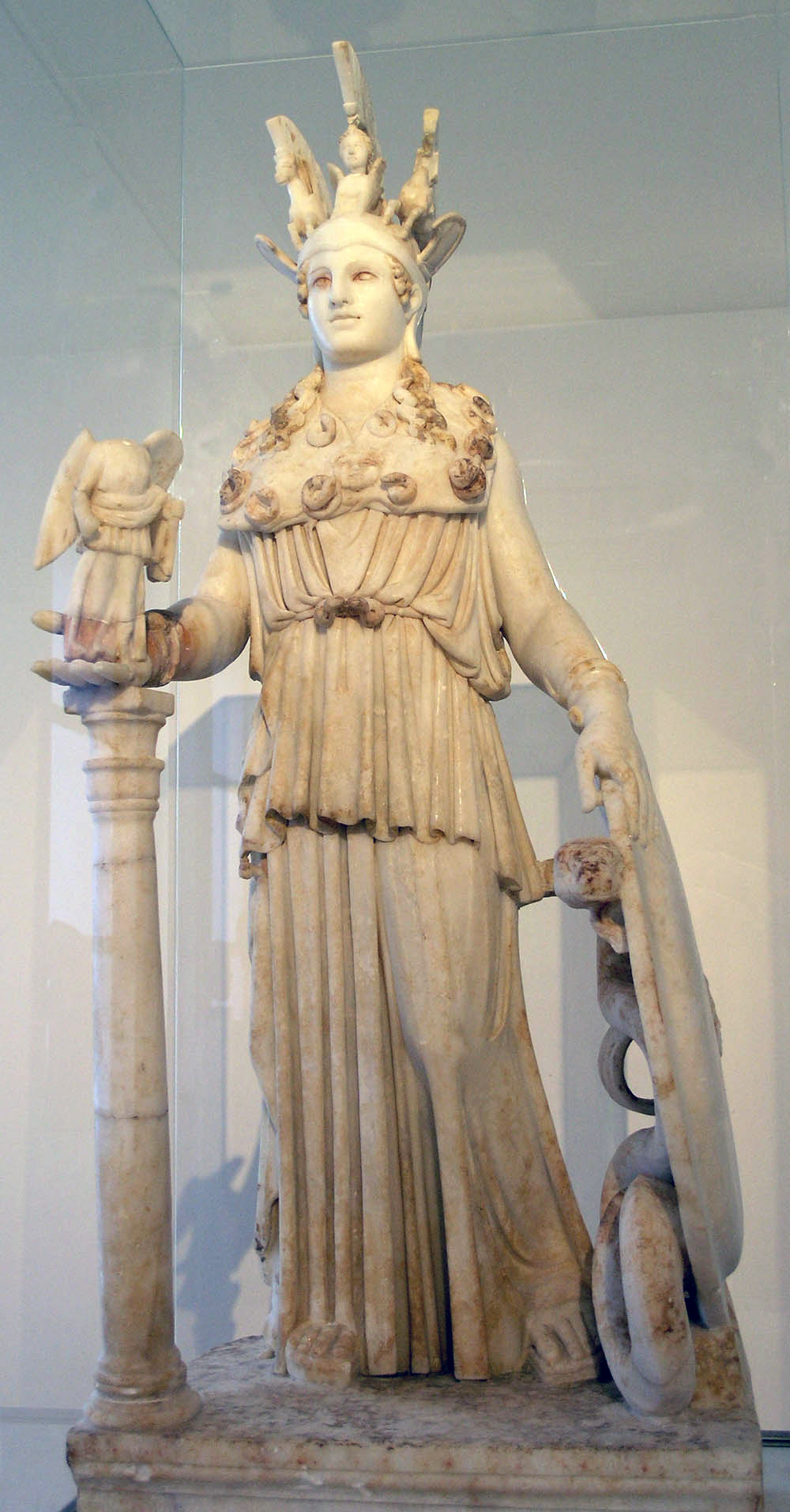
L'Atena Varvakeion,, còpia romana de marbre de l'Atena Pàrtenos de Fidies, Museu Arqueològic Nacional d'Atenes. És considerada la més fidel a l'original.

Pel que fa a Fídies, va ser potser l'escultor més cèlebre dels grecs. A la seva obra va combinar l'austeritat heretada de l'estil sever amb els assoliments de Policlet, i va ser apreciada per l'alt idealisme i l'ethos que expressava. Com a director de la decoració del Partenó, va supervisar un grup d'artistes amb preparació i tendències diverses, que va fer que el resultat general fos prou heterogeni, mostrant senyals de l'estil sever i d'altres més avançats, naturalistes, i amb una qualitat sempre de primer ordre. Aquest conjunt, encara que va ser la realització escultòrica més ambiciosa de l'alt classicisme, no es pot prendre com una mida del seu talent i estil personal. El seu èxit entre els seus contemporanis i la seu permanent record deriven principalment de les seves colossals estàtues de culte d'Atena i Zeus, instal·lades respectivament a l'Acròpolis d'Atenes i al temple de Zeus a Olímpia. Totes dues eren escultures criselefantines és a dir que estaven cobertes d'or i ivori, van causar un gran impacte a la seva època i avui estan desaparegudes. L'estàtua de Zeus a Olímpia, és considerada com una de les set meravelles del món antic, però l'únic que roman són descripcions literàries i imatges gravades en les monedes de l'època. En canvi, de l'Atena Pàrtenos, realitzada l'any 438 aC, sobreviu una còpia romana del segle ii aC anomenada Atena Varvakeion, que pot, almenys, donar una idea sobre el que va poder ser l'original.

L'historiador Pausànies dona una descripció de l'estàtua:
| «                                           | ... L'estàtua en si està feta de vori i or. Al centre del seu casc hi ha una figura semblant a l'Esfinx… i a cada costat de l'elm hi ha aixetes en relleu.... L'estàtua d'Atena està dreta, amb una túnica fins als peus, i el cap de Medusa està tallat en ivori sobre el seu pit. Sosté una Nike d'aproximadament quatre colzes i en l'altra mà una llança, als seus peus jeu un escut i prop de la llança hi ha una serp. Aquesta serp podria ser Erictoni. Sobre el pedestal hi ha el naixement de Pandora en relleu. | » |
| — Pausànies, Descripció de Grècia i.24.5-7. | |   |

Altres obres que han arribat a través de còpies i que li han estat assignades, bé que sense gaire seguretat, són l'Atena de Lemnos, l'Apol·lo de Kassel, les Amazonas d'Efes i un Hermes Logios.

### Escola de Fídies

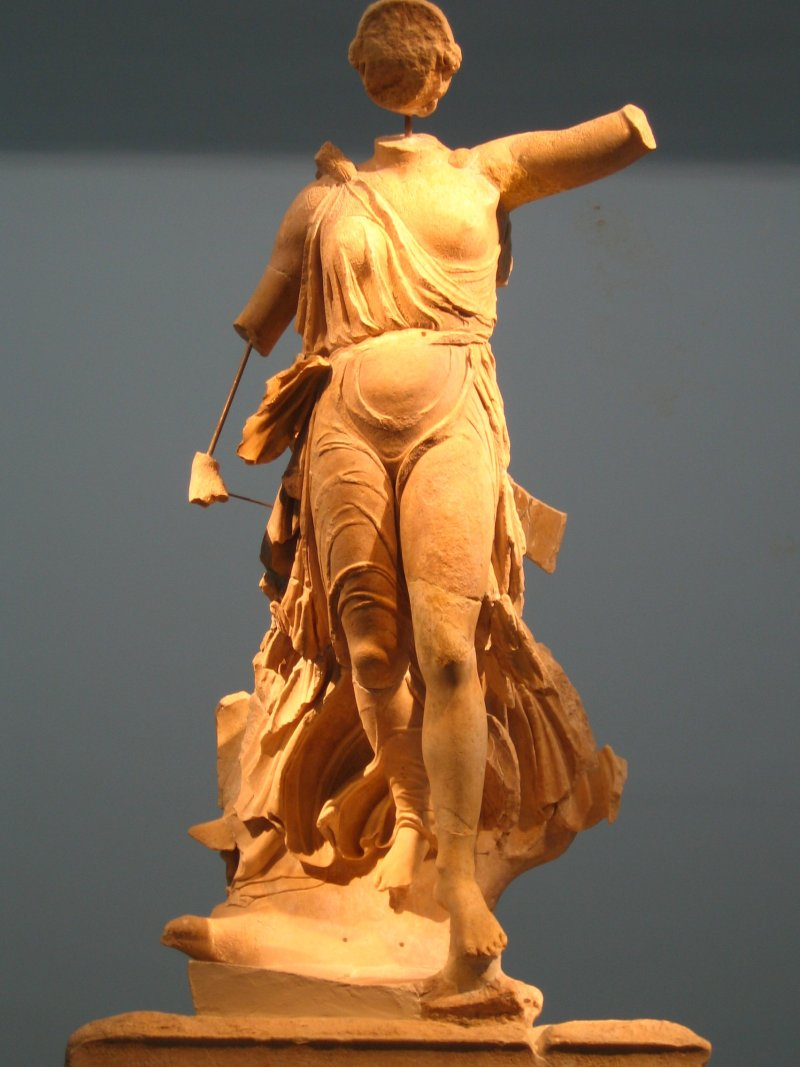
Victòria o Niké de Peoni de Mende

Calamis, un altre gran nom pel que fa a escultura d'aquest període, va ser ajudant de Fídies. Se li atribueix el disseny de les mètopes del Partenó. Encara que el seu estil va tenir alguna influència del període sever va ser un dels principals representants del període.
Altres escultors que són considerats d'aquest mateix període són: Alcàmenes, conegut per les descripcions de Pausànies i amb obres com l'Hermes Propylaios de l'Acròpolis del qual es conserven diverses còpies posteriors; Crèsiles, d'origen cretenc, autor de l'estàtua de Pèricles erigida en l'Acròpolis d'Atenes, va efectuar una Amazona per participar en el concurs celebrat en Efes i també se li atribueix la Medusa Rondanini conservada en la Gliptoteca de Múnic; Peoni de Mende, com els anteriors va treballar al voltant de la proposta formal de Policlet i també per a la ciutat d'Atenes, però la seva obra més reconeguda és la Victòria o Niké per a l'entrada del temple de Zeus a Olímpia, crida l'atenció el moviment de la volada de les seves vestidures; d'Agoràcrit de Paros, un dels deixebles de Fídies, se'n coneixen escultures com la Cíbele sedent del Metròon de l'Àgora d'Atenes i la més coneguda és la monumental de Némesis que personifica la venjança divina, realitzada en marbre per al santuari de Ramnunt, i Cal·límac, un artista molt apreciat pel refinament de les seves obres, és considerat com l'inventor del capitell corinti, entre les seves creacions destaca el cicle de les Mènades orgiàstiques, relleus efectuats amb una gran abundància d'efectes decoratius, de les que hi ha unes còpies en el Museu del Prado de Madrid.

## Àrete i pathos a la mimesi artística

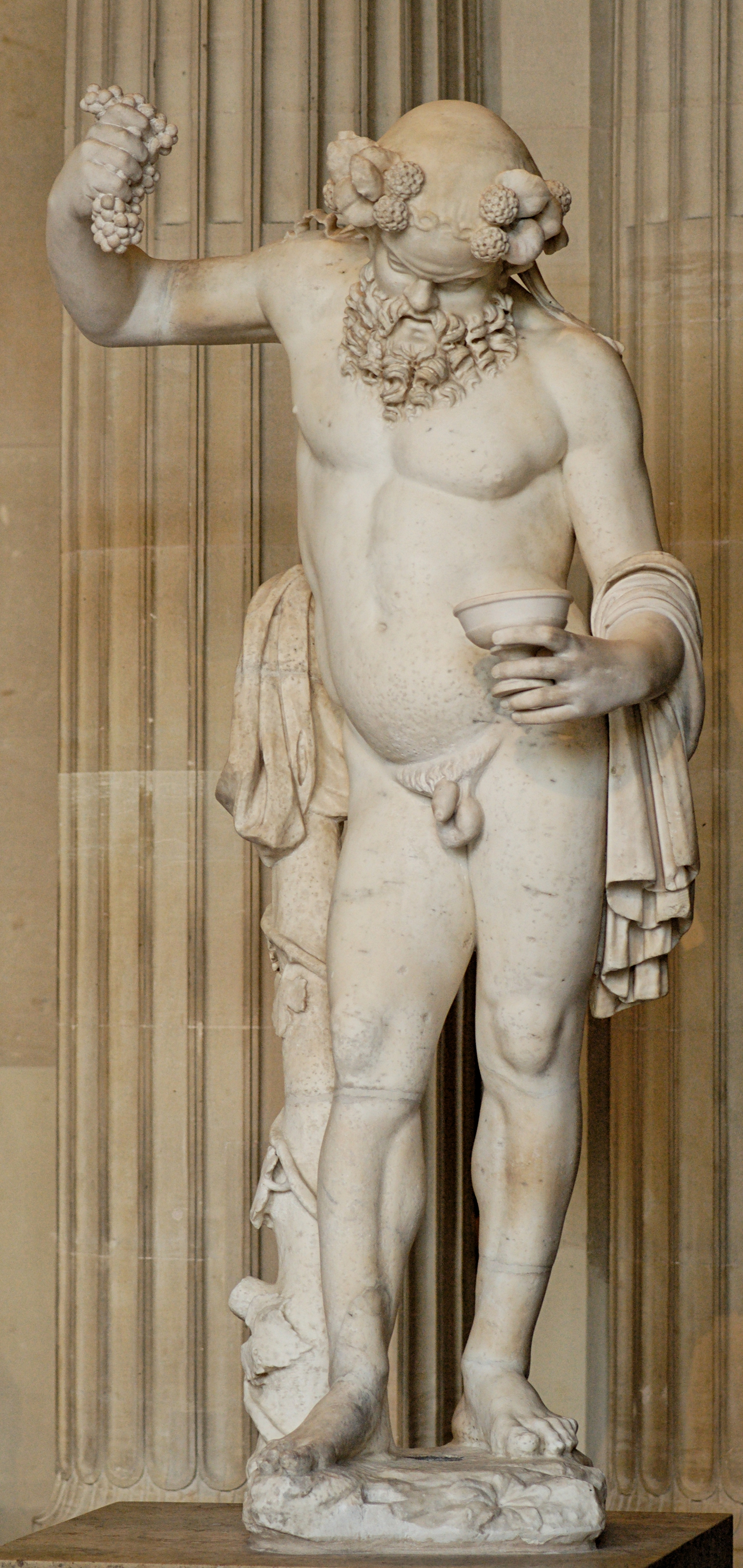
El sàtir Silè embriac, còpia romana inspirada en una escultura de Praxíteles, Museu del Louvre.

L'estil pur i auster de Policlet i Fídies, que tipifica l'alt classicisme, no va durar molt de temps. Xenofont a la seva Memorabília, dona més dades sobre l'estat de la crítica d'art a la transició per al classicisme tardà. Al text, que recorda la carrera de Sòcrates, revela l'existència en aquesta època d'un debat sobre les capacitats i els límits de la mimesi. Xenofont argumenta sobre un cert Kleitos –escultor desconegut, que alguns consideren que és el mateix Policlet– dient que les seves estàtues d'atletes victoriosos havien de demostrar no solament un ideal de bellesa, sinó també el que estava succeint a la seva psique –l'ànima– mitjançant característiques especials de la cara i el cos. La interpretació d'aquest passatge és controvertida, però planteja una pregunta sobre la relació entre l'aparença i el significat humà i sembla admetre la possibilitat de l'art per expressar el pathos, l'emoció i el drama personal, en directa oposició a la neutralitat i la contenció de Policlet. Per a un públic acostumat a veure les estàtues com a celebracions, no com un tribut a l'individu que va servir de model, sinó un mirall de l'heroisme col·lectiu, un exemple a seguir per tots els ciutadans i un servei a la societat en el seu conjunt, aquest concepte era força preocupant, perquè afebleia el caràcter absolut i invariable de l'àrete, posant-lo sota el control dels capritxos i emocions momentànies, amb la degradació de l'heroi a nivell d'ésser voluble com els centaures o els sàtirs, on corria el risc de deixar de ser considerat un heroi.

Tanmateix, la discussió va anar més enllà. En preguntar a Kleiton com aconseguia reproduir l'aparença de vida a les seves estàtues, va resumir tot el problema a la representació imitativa de la natura en l'art. Stephen Halliwell diu:
| « | També dins dels límits de les converses relatades per Xenofont a la Memorabília, podem discernir una tensió –una tensió que es convertiria en el centre de l'herència de la mimesi– entre els punts de vista divergents sobre l'art de representació, estant d'un costat, una il·lusió fictícia, producte d'un artefacte «enganyós», i d'altra banda, un reflex d'un compromís amb la realitat. | » |

Aquest problema va anunciar la fi de la primacia de l'ideal en abstracte, adaptant-lo a l'esfera individual, que seria la tendència de l'art del segle iv aC, quan Plató i Aristòtil aprofundirien extraordinàriament en el que Sòcrates havia apuntat, posant les bases per al desenvolupament d'una branca de la filosofia nova: l'estètica.

## Classicisme tardà
Al final del segle v aC fins al segle iv aC Atenes va recuperar part de l'hegemonia a la mar Egea, que havia perdut en anys anteriors per lluites internes i guerres externes, mentre el poder polític s'havia transferit cap a Esparta, Corint i Tebes. Amb la recuperació de la democràcia, les seves riqueses van tornar a créixer, però la política adquirí una característica professional i complexa, amb el desenvolupament del que s'anomena «l'aparell estatal», perdent la polis el seu caràcter comunitari. Al mateix temps, les colònies gregues al Mediterrani es van multiplicar per centenars i van obtenir un gran desenvolupament amb economies diversificades i rendibles, que imitaven el model social de l'àrea metropolitana. La descentralització de la cultura en aquestes regions i el sorgiment d'una classe mercantil rica, consumidora d'art però amb valors propis, obre el camí a la influència d'elements culturals estrangers i l'individualisme.

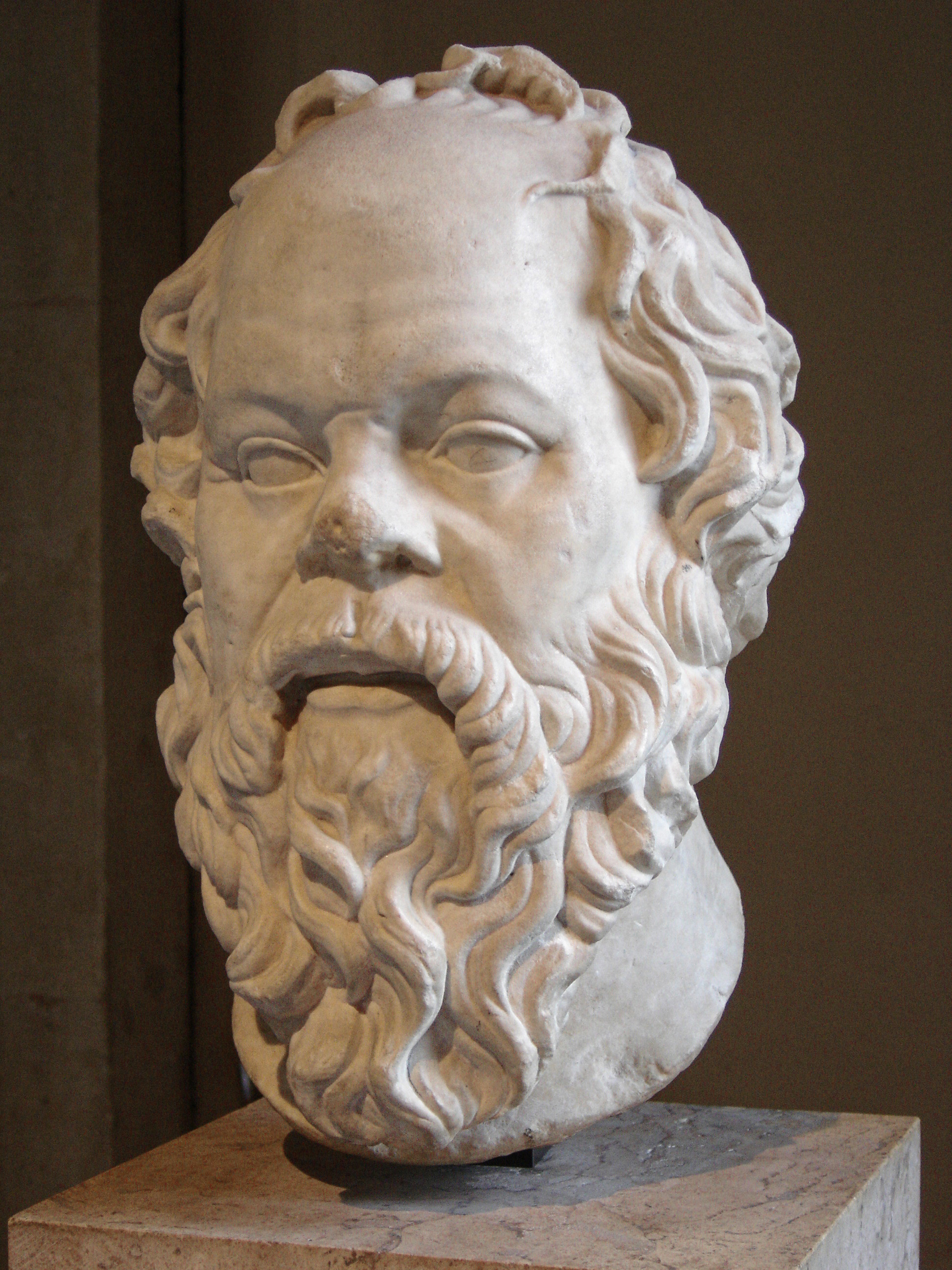
Retrat de Sòcrates, còpia romana segurament d'un bronze de Lisip, Museu del Louvre.

En l'àmbit de l'escultura, la preocupació amb la versemblança es va accentuar encara més. Les innovacions en la tècnica de la talla en pedra permetien un més gran control en els detalls de l'acabat i l'interès dels artistes es va ampliar a la representació de les túniques i vestits amb més refinament, deixant les superfícies polides en diferents formes plàstiques per tal d'aconseguir efectes més subtils de la llum i l'ombra. Escultors de la nova generació van introduir una flexibilitat en el cànon de Policlet, abandonat la representació del moviment latent per una més efectiva; això s'aconseguí mitjançant el desenvolupament d'un nou repertori d'actituds més dinàmiques del cos, deixant de banda les proporcions matemàticament establertes per crear imatges atractives per als sentits, creant obres més similars als cossos del món real amb les seves idiosincràsies físiques i els seus sentiments personals. Així, s'inicia el període anomenat del classicisme tardà. Les estàtues van adquirir d'aquesta forma una «presència» encara més emfàtica amb l'ajuda, recordem'ho, del nou tractament realista donat als detalls del rostre. Neix el retrat individualitzat, una innovació atribuïda a Lisístrat –segons Plini el Vell, va ser el primer de fer un motlle de la cara del model–, amb el que es transfereix el centre de l'interès de l'embelliment a la semblança, invitant l'espectador a reflexionar sobre les possibles discrepàncies entre el valor moral intern i l'aparença externa de la persona. Els retrats realistes de Sòcrates d'aquest període, en els quals la lletjor del savi es mostrava evident al mateix temps que també ho feia la seva virtut, van ser un exemple de la nova dimensió que impregnava l'art de la representació corporal.

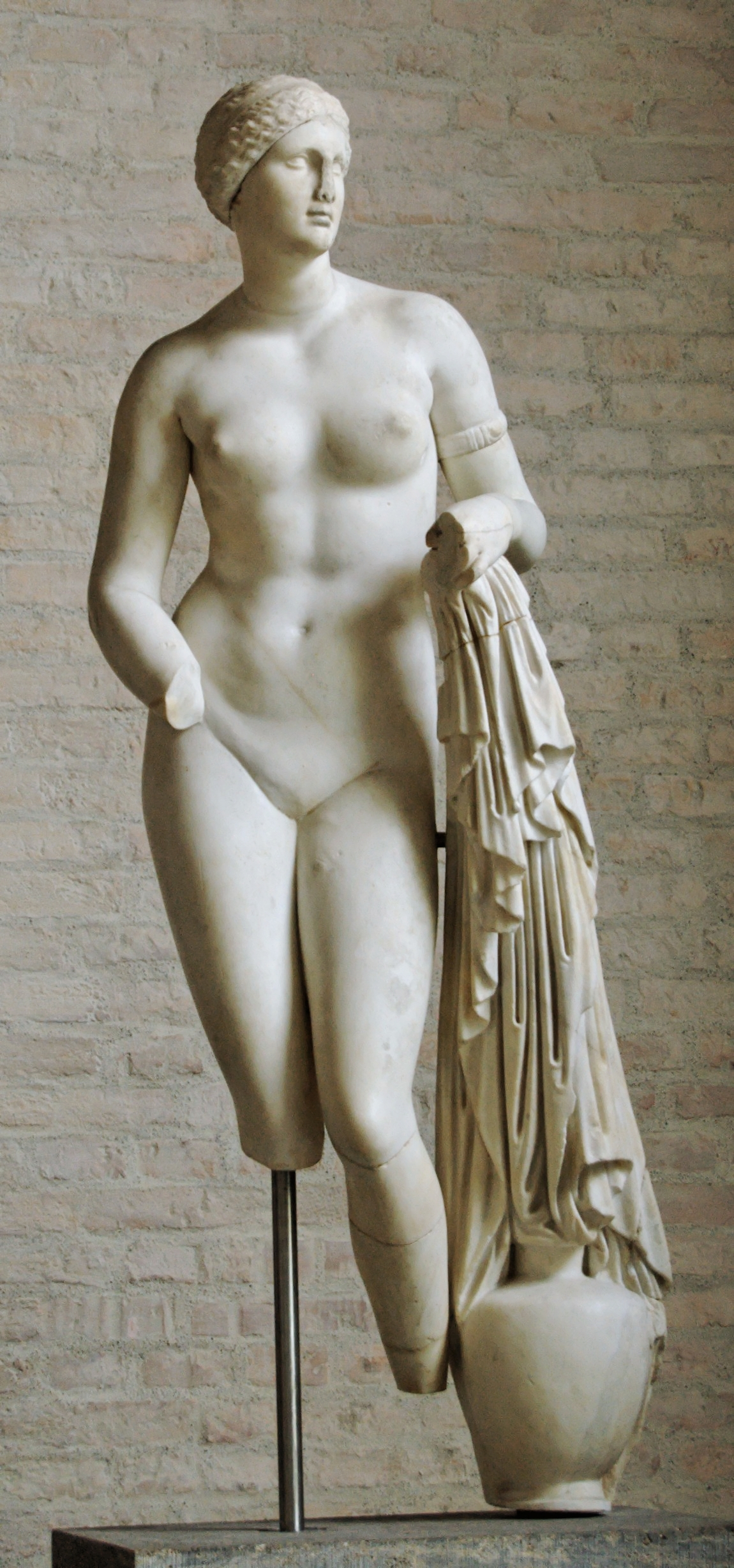
Afrodita Braschi, versió de l'obra Afrodita de Cnidos de Praxíteles, Gliptoteca de Múnic.

Tanmateix, Plató referma la identitat entre bellesa i virtut, però les transferències per al pla supramundà, a la recerca de la bellesa més enllà de l'abast dels sentits físics, eviten atribuir a l'escultor la capacitat de retratar la natura amb absoluta fidelitat. Amb això, va advertir sobre les inevitables diferències entre el model viu i la seva imitació, diferències que fins i tot els escultors més experts podrien incorporar, i trencar la identitat entre imatge i realitat, privant a les imatges de part del seu antic significat i així aconseguir que els artistes fossin comerciants d'il·lusions i portadors de mentida, el producte dels quals només fos un fantasma, una aparença il·lusòria. Malgrat això, no va negar completament el valor de l'obra mimètica, per considerar que la definició de la mimesi no implicava una semblança absoluta amb el model. La bellesa de les formes no era una qüestió de mera aparença, però les aparences que encarnaven els valors morals i el deure de l'artista a treballar en línies ètiques residia en el poder –i el perill– que les formes artístiques induirien a l'espectador una altra mimesi personal i interna, dels principis i normes que transmetien. La interpretació de les seves paraules, encara està envoltada d'incerteses, i ha donat lloc a una àmplia varietat de lectures, algunes de radicals com la de Nietzsche, que l'anomenà «el més gran enemic de les arts que Europa ha produït». De tota manera, la qüestió sobre el paper de la mimesi a l'art, el seu argument sobre la relació entre l'arquetip de la veritat i les manifestacions del món natural, més la seva condemna del tràgic, van plantejar problemes per a la validació del producte artístic que no han estat resolts per complet.

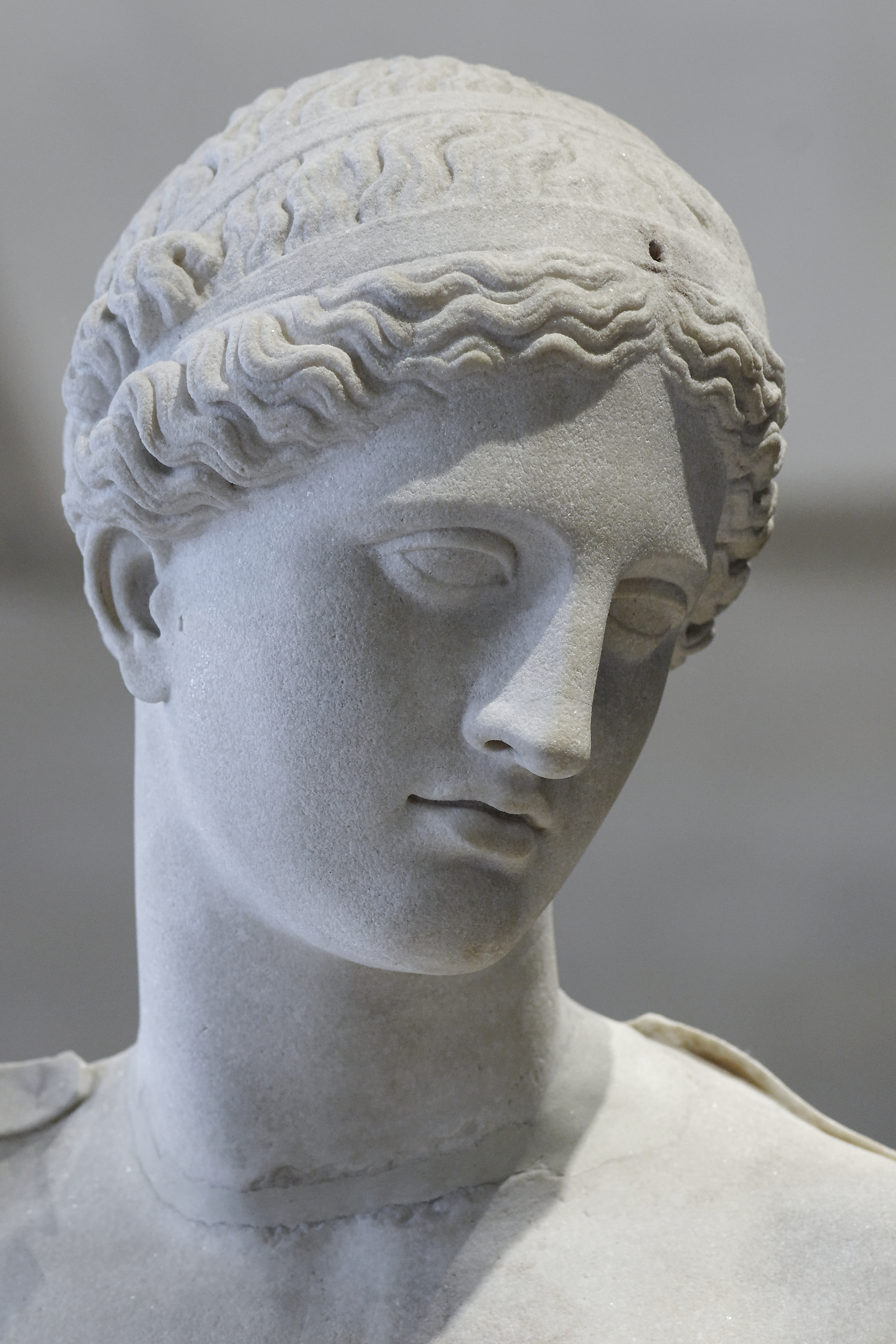
Detall de la Venus d'Arles de Praxíteles, Museu del Louvre.

Les especulacions filosòfiques d'aquesta naturalesa no semblen haver exercit un més gran efecte sobre els artistes i el públic consumidor de l'escultura, de fet van ser impugnades en part per personatges il·lustres com Aristòtil. Va desenvolupar una teoria sobre la funció catàrtica de l'art, va evitar la condemna de la cultura popular i la seva emotivitat. També va defensar la representació d'objectes «no bells», en el supòsit que l'art com una imitació de la natura, no pot proporcionar un gran plaer d'aprenentatge profund, però en el cas d'imitar la lletgor, pot generar i proporcionar una espècie d'«aprendre-amb-plaer» accessible al públic sense educació. A més a més, va aprovar la mimesi artística com a element vàlid en un context més ampli de reconeixement i atribució de significat al que és familiar i a l'adquisició de coneixement i experiència, que en si mateixos són una font de plaer, però suggeria als joves que contemplessin obres d'artistes que ell va classificar de ethikos, d'aquells que les creacions dels quals millor exemple donaven del bon caràcter humà, perquè la seva influència seria beneficiosa per a tota la polis. Aquestes idees van contribuir perquè la producció continués creixent, i cal assenyalar que aquesta aproximació més gran de la natura no va significar un abandonament total de l'ideal. El veritable realisme només va aparèixer a l'escultura grega amb l'escola hel·lenística, menys alguns pocs casos aïllats, com els esmentats retrats socràtics. Lisip també va ridiculitzar als escultors que creaven obres a partir del natural i se sentia orgullós de «modelar els homes com haurien de ser».

### Praxíteles, Escopes i Lisip

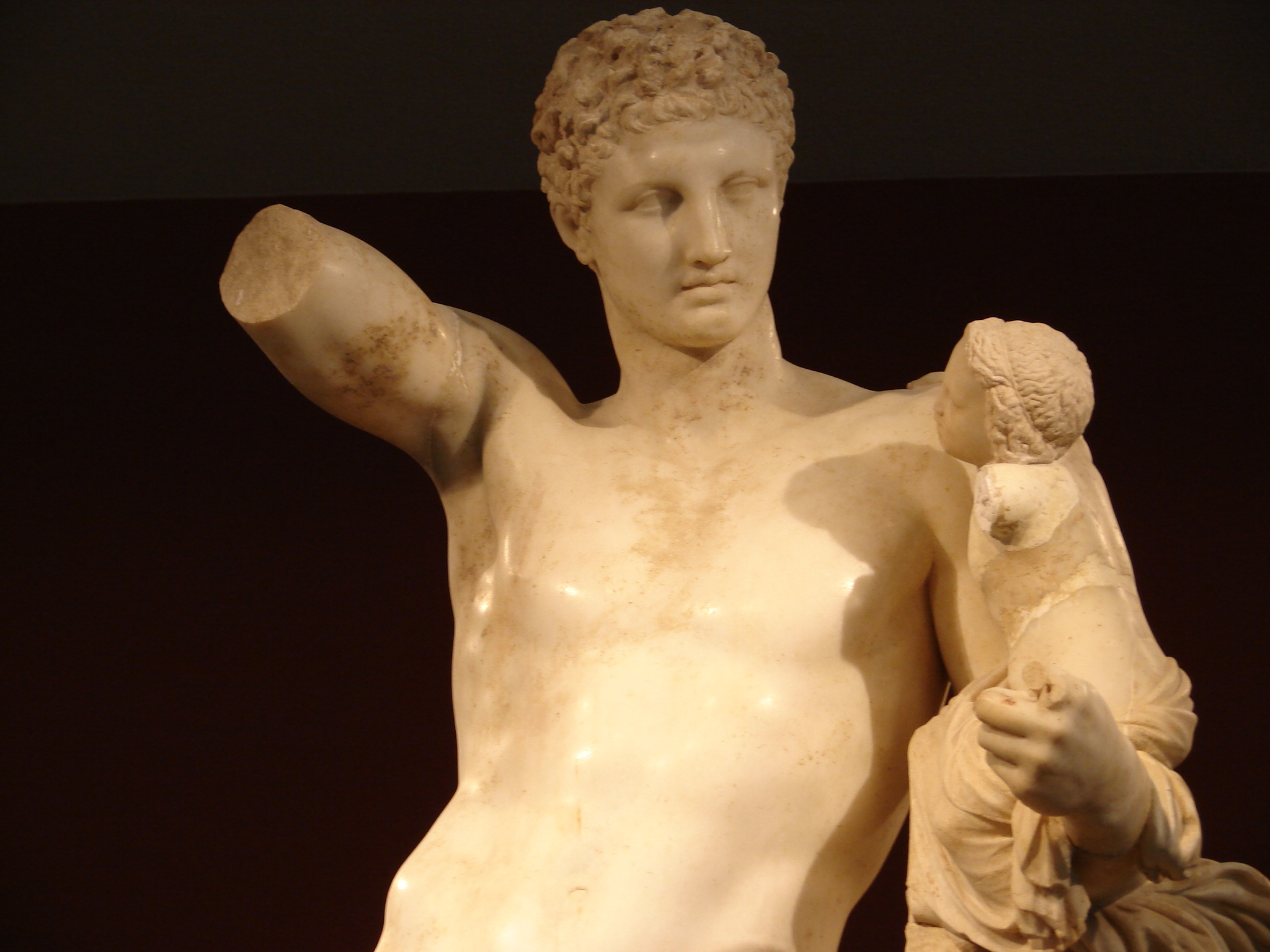
Detall d'Hermes amb Dionís infant de Praxíteles, Museu Arqueològic d'Olímpia.

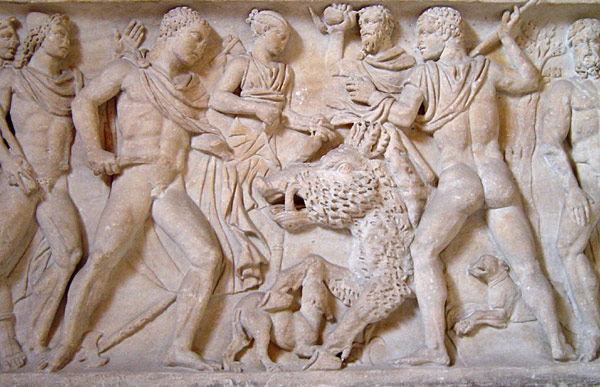
La cacera del Senglar de Calidó d'Escopes, Museu Ashmolean, Oxford.

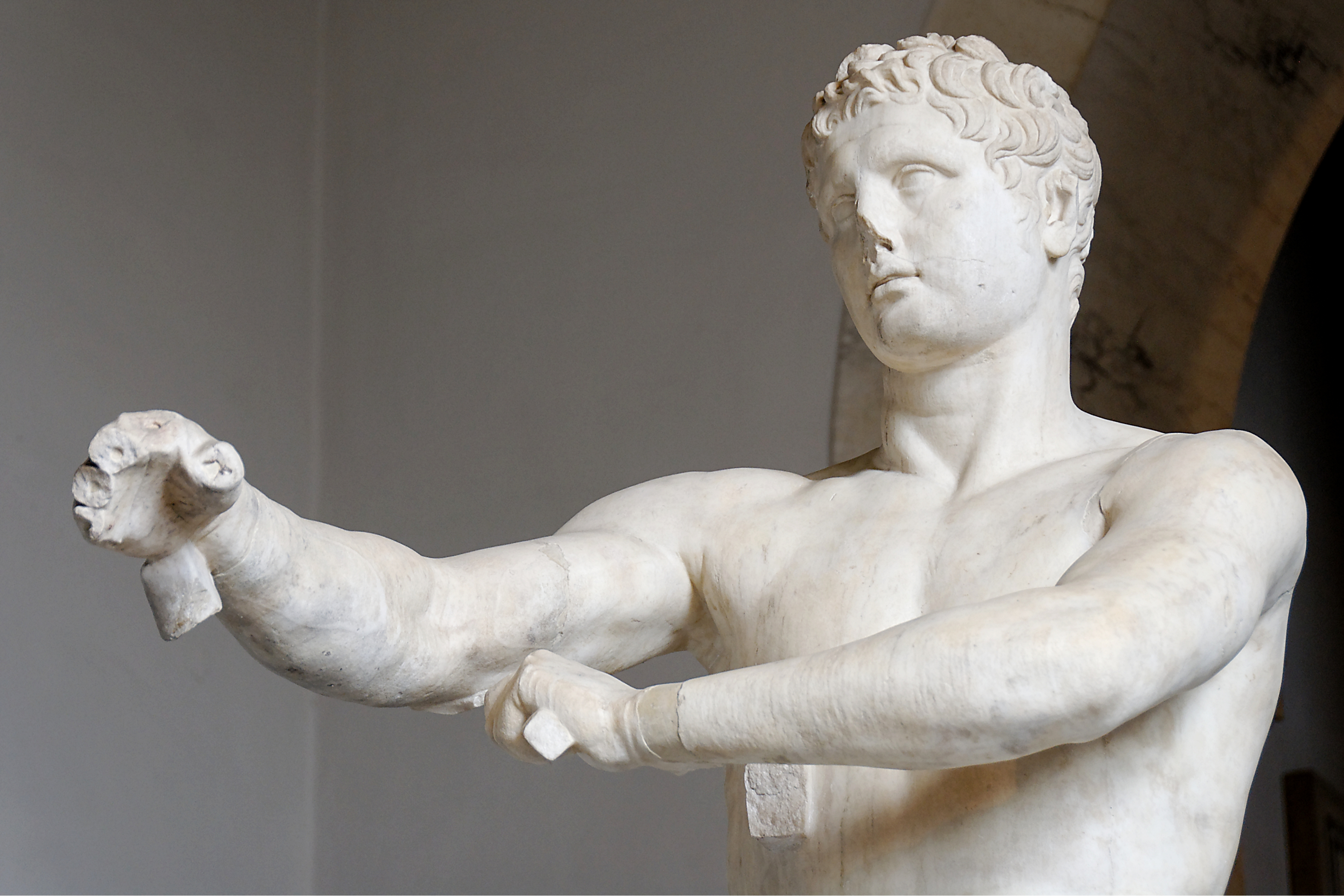
Detall de lApoxiòmenos de Lisip, Museus Vaticans.

L'escultura grega del segle iv aC va ser dominada per tres grans figures: Praxíteles, Escopes i Lisip.
Praxíteles, atenès, sembla haver estat el primer d'explorar a fons les possibilitats sensuals del marbre esculpit. L'atractiu eròtic de la seva Afrodita de Cnidos –la primera estàtua femenina tota nua de l'art grec– es va fer famós en el seu temps, no per l'escàndol de mostrar un nu femení sinó per mostrar a una deessa com un ésser mortal, una altra imatge d'Afrodita que se li atribueix és la Venus d'Arles del museu del Louvre. El seu Hermes amb Dionís infant, mostra el seu mestratge a la representació de la suavitat de la pell, la subtilesa de l'expressió facial i la gràcia flexible i sinuosa de l'actitud. Aquesta actitud indolent de la figura recolzada en un suport, posat de la majoria de les seves escultures, amb la que justificava les marcades corbes dels malucs, és una de les seves senyes inconfusibles a les seves obres.
Escopes, natural de Paros, va ser conegut pel sentiment del drama, la violència, el dinamisme i la passió amb la qual va impregnar les seves obres, se li va atribuir haver aconseguit el «pathos» expressat particularment a les cares d'ulls enfonsats i la boca entreoberta de les seves escultures, especialment a les que va realitzar per al Mausoleu d'Halicarnàs –considerada una de les construccions arquitectòniques gregues més importants d'aquest període–, encara que en altres obres va demostrar la seva habilitat per retratar la pau i l'harmonia. Va participar com a arquitecte i escultor al temple d'Atena a Tegea, on va realitzar, entre altres escultures per als seus frontons, la cacera del Senglar de Calidó i la lluita entre Aquil·les i Tèlef; també se li atribueix la Mènade furiosa del museu Albertinum de Dresden.
Lisip, natural de Sició, va reformar el cànon de proporcions del cos humà, que anteriorment havia fixat Policlet en la relació 1:7, augmentant-lo a 1:7,5 (set caps i mig) amb el que aconseguia la figures més allargades. També se li atribueix la primera estàtua que es va realitzar amb un acabament de vista circular, que permet a l'espectador apreciar-la no solament des d'un punt de vista únic i central, com es feia fins aleshores, sinó de 360 graus. D'aquesta obra, l'Apoxiòmenos, es conserva una còpia romana en marbre, l'original era de bronze, i representa un jove atleta grec traient-se la sorra enganxada al seu cos a causa de la suor amb un estrígil, Se'l pot considerar com l'escultor oficial d'Alexandre el Gran per al que va realitzar nombroses obres com l'Hèracles Epitrapezios i l'Hèracles Farnese i alguns retrats del mateix conqueridor. Lisip va emprar gairebé exclusivament el bronze com a material de les seves obres.
Aquests escultors, amb altres figures notables de la seva generació com Leòcares, Briaxis, Cefisòdot el vell, Eufrànor d'Atenes i Timoteu, van resoldre tots els problemes pendents amb relació a la forma bàsica i tècnica que encara podia impedir la lliure expressió de la idea a la matèria. Així tanquen amb grans conquestes el procés de l'exploració de l'anatomia humana, de la representació de les vestidures i la solució de problemes de composició, a més a més d'elevar la talla de la pedra i la fosa del bronze a un nivell de qualitat sense precedents, i van ser el vincle de transició des de l'escultura grega clàssica a l'escultura hel·lenística. Les següents generacions hel·lenistes van haver d'afegir poc a l'essència de l'art clàssic, el que va succeir és que hi va haver més variacions a la proliferació de motius coneguts, l'exacerbació de l'expressió emocional i el dinamisme als gests i actituds d'escorç violent, ja començats a esbossar en aquest període clàssic.

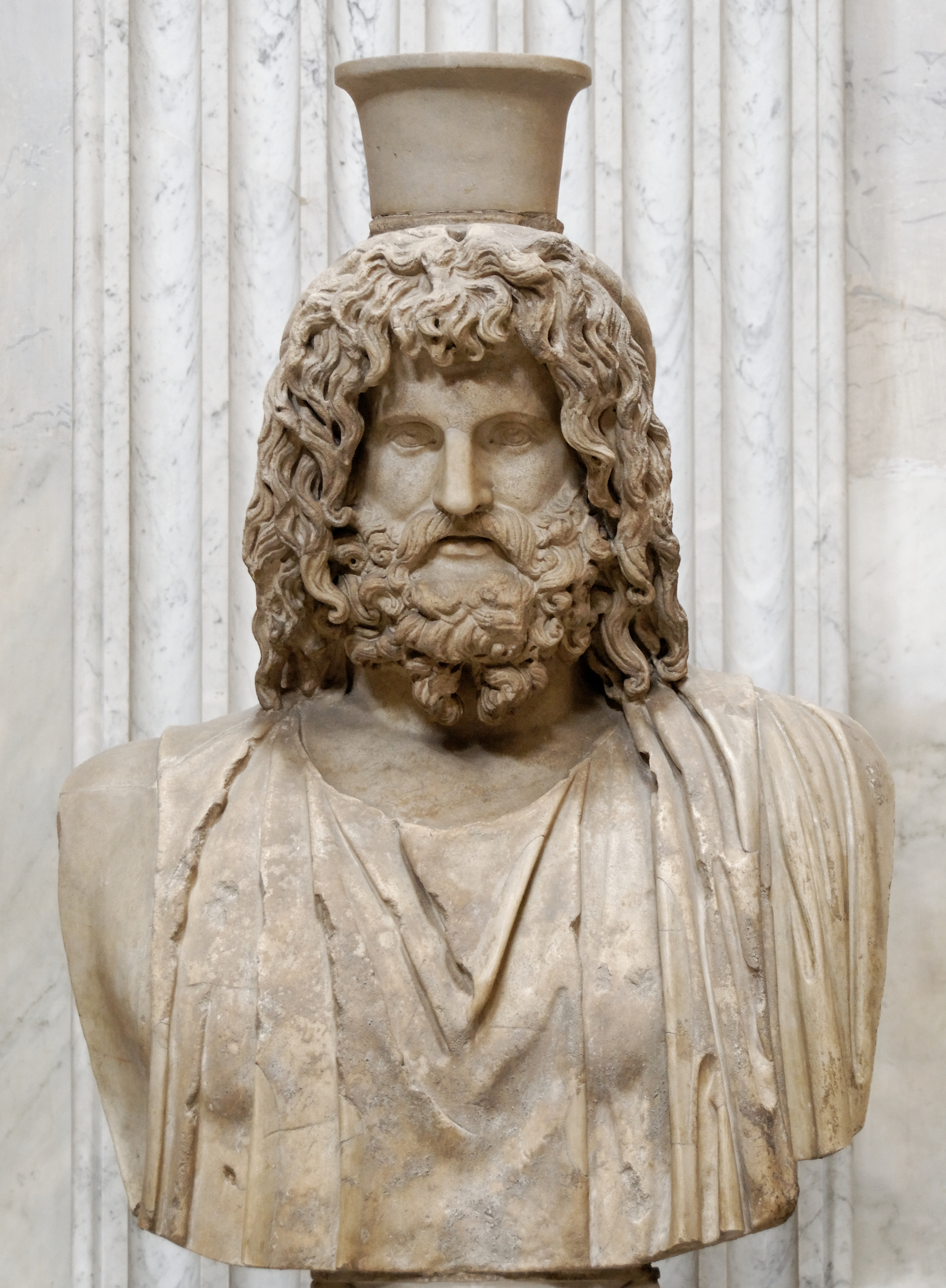
Estàtua de Serapis de Briaxis
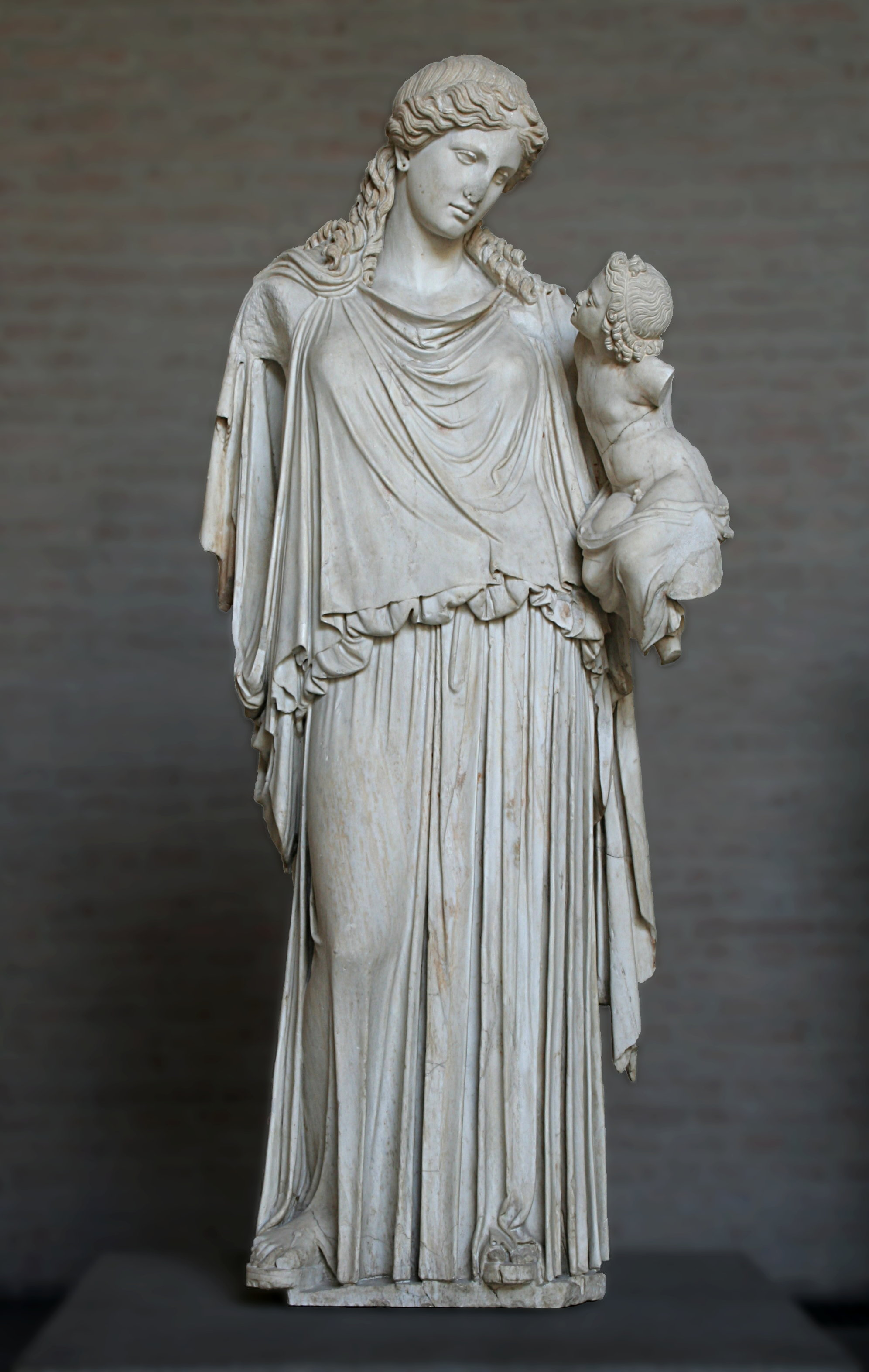
Irene amb Plutus de Cefisòdot
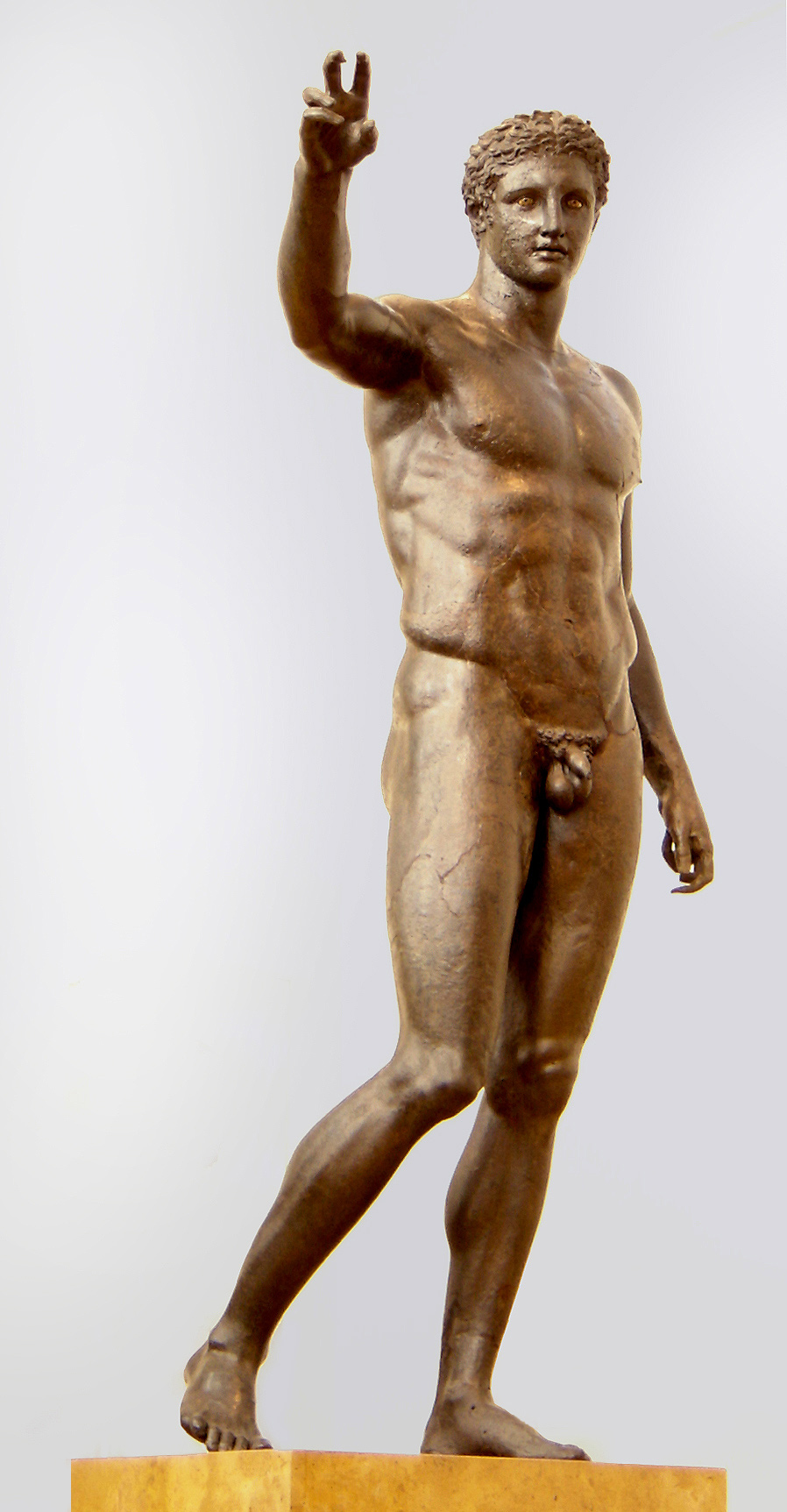
Paris o Perseu d'Eufrànor
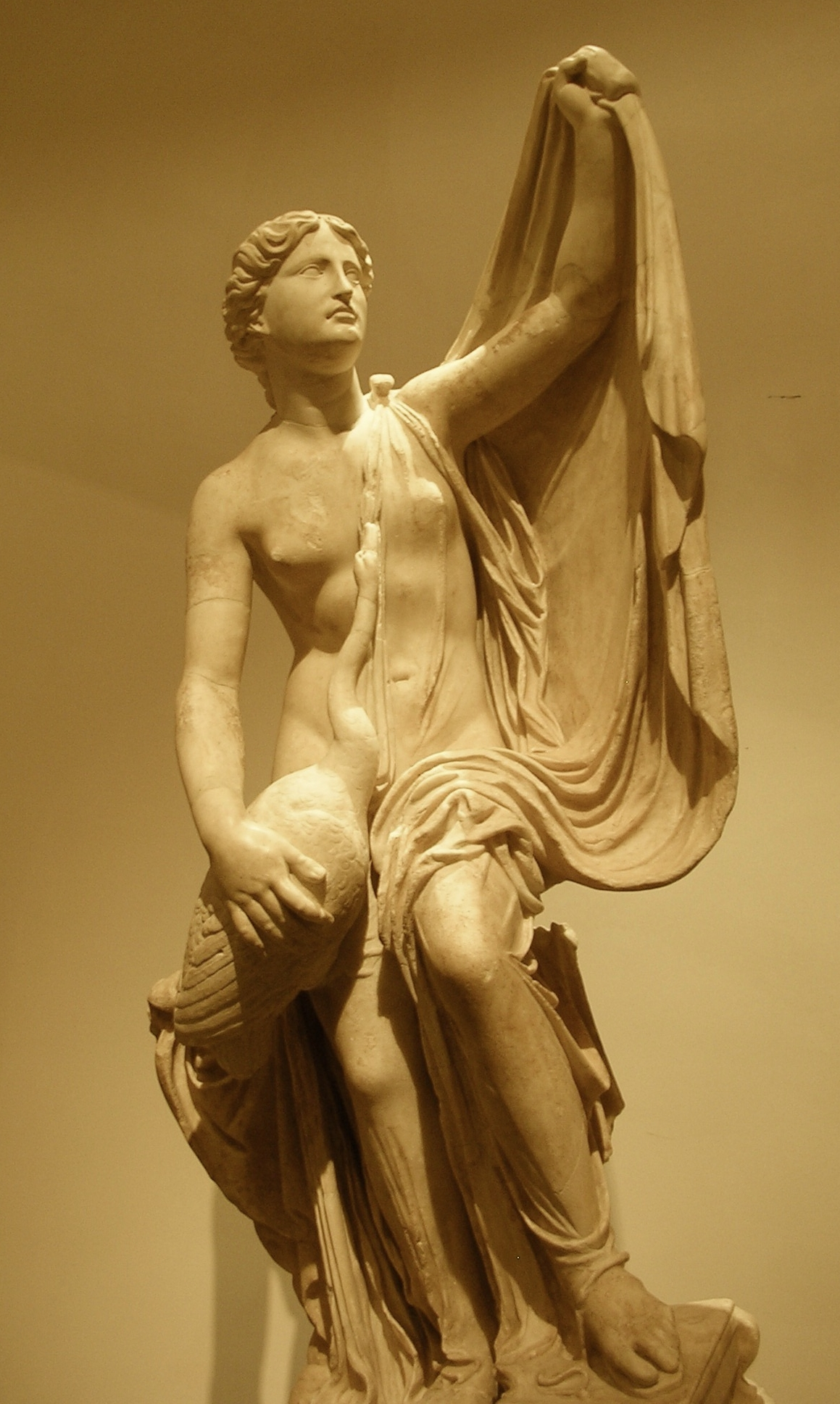
Leda i el cigne de Timoteu

L'estudi de les funcions i els significats de l'escultura clàssica continua progressant. Les interaccions i influències recíproques als diferents nivells de categories, usos i atribucions que s'han establert no estan plenament reconegudes, i encara queda molt per dilucidar, per exemple, com la representació va exercir un paper a construcció de conceptes i pràctiques relacionades amb el gènere, l'estatus, la integració social, el sentiment, la sexualitat, l'estètica, la ideologia, la política, la religió, l'ètica i l'evolució històrica dintre de la societat grega. El que ja era evident és la complexitat d'aquest paper, i la necessitat de no generalitzar massa a partir d'exemples aïllats i recordar que el coneixement de l'escultura grega és en part, perquè moltes obres són només conegudes per referències literàries, també a través de còpies posteriors, o es troben incompletes i en mal estat, i perquè la seva datació i atribució de l'autoria són sovint insegures i les biografies dels seus creadors continuen plenes d'importants llacunes i contradiccions.

## Altres usos i tècniques
Al camp tècnic no hi va haver avenços radicals sinó els que els escultors del període arcaic i sever ja havia conquerit. Els marbres arcaics ja evidenciaven un domini en el treball de la pedra molt elevat, particularment visible en els seus relleus arquitectònics. En el cas dels bronzes, la principal innovació en l'escultura del període clàssic va ser el desenvolupament de la tècnica de la cera perduda, tot i que els principis d'aquest art ja es practicaven amb mestratge durant el període sever, amb una aplicació diversificada. Per tant, l'escultura grega clàssica es va beneficiar del fet que les tècniques escultòriques principals havien millorat el suficient perquè l'interès principal se centrés en els aspectes de forma i significat, encara que, sens dubte, a totes les tècniques hi va haver alguns avenços tècnics en termes de refinament.

### Escultura funerària

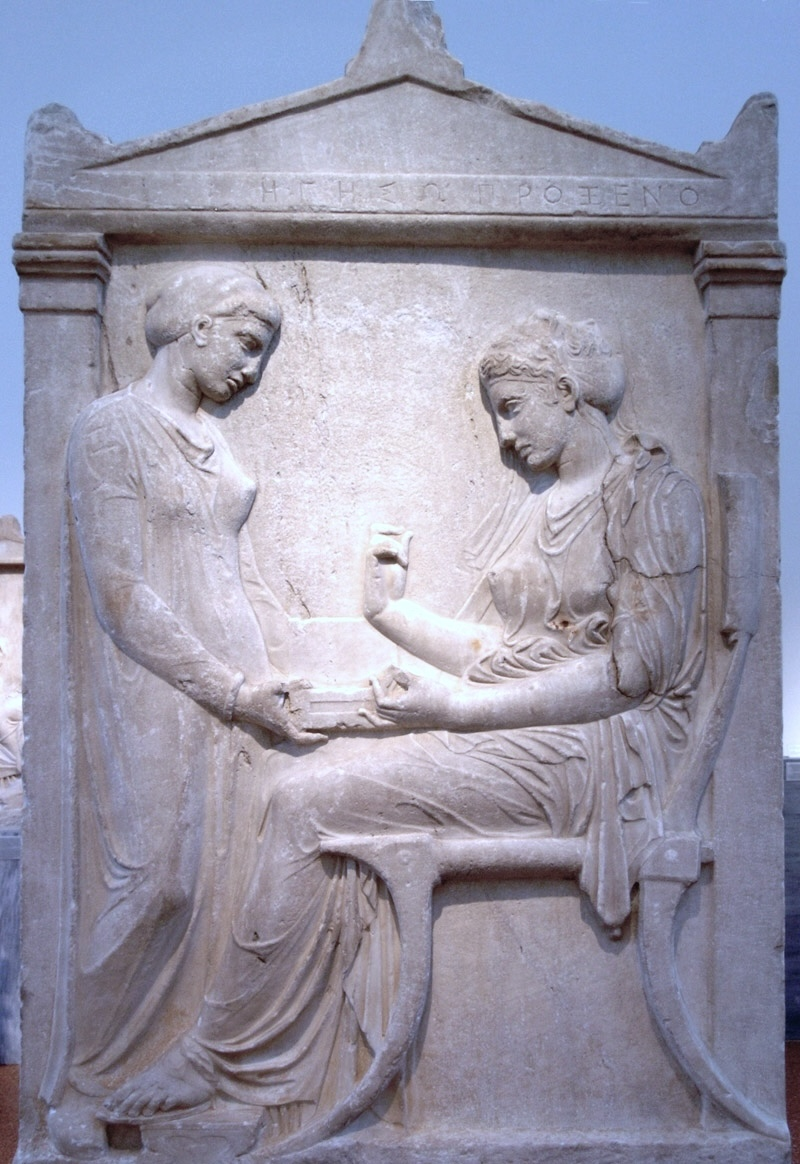
Estela funerària, Museu Arqueològic Nacional d'Atenes. Segons la inscripció del arquitrau la difunta es deia Hegeso, filla de Próxeno; la qualitat del treball indica que aquesta dona era una eupàtrida.

Entre els usos de l'escultura estava la realització de monuments funeraris que, en general, comparteixen les característiques de l'escultura decorativa dels temples i edificis públics. La tradició de la construcció de monuments als morts existia des de l'època arcaica, quan els koúros complien aquesta funció. Amb l'adveniment de la democràcia a començaments del segle V ane els hàbits comencen a canviar i sorgeixen les esteles funeràries –plaques amb representacions en relleu. Després d'una evolució irregular, on per motius encara foscos desapareixen en alguns intervals, a l'època clàssica comencen a convertir-se en una pràctica comuna a l'Àtica, on es produïen en sèrie, mentre que en altres regions es van fer populars ja durant l'hel·lenisme. S'ha cregut sempre que aquests monuments eren prerrogativa de personatges rics, però estudis recents han indicat que el seu cost seria molt més petit de l'imaginat i que també les classes més baixes podien encarregar alguna placa votiva, encara que, naturalment, hi hagi diferències en la riquesa i sofisticació entre els enterraments de la gent del poble i les grans famílies. Els museus d'arqueologia clàssica tenen en exposició grans quantitats d'exemplars. Són especialment interessants les que corresponen al classicisme tardà, que mostren retrats dels difunts juntament amb escenes familiars de vegades de gran sensibilitat i poesia. En algunes esteles aquestes representacions es mostren en alts relleus. Entre aquestes en destaca una en la qual es troba un pare lamentant-se amb una emoció continguda per la mort de fill; una altra és l'anomenada Estela d'Hegeso (c. 400 ane), de marbre pentèlic i trobada a l'oest d'Atenes, al Ceràmic, que representa una atenesa asseguda a una cadira mirant una joia que té a la seva mà dreta i, enfront d'ella, una esclava que subjecta un joier obert. Ambdues esteles es troben al Museu Arqueològic Nacional d'Atenes.

### Terracota

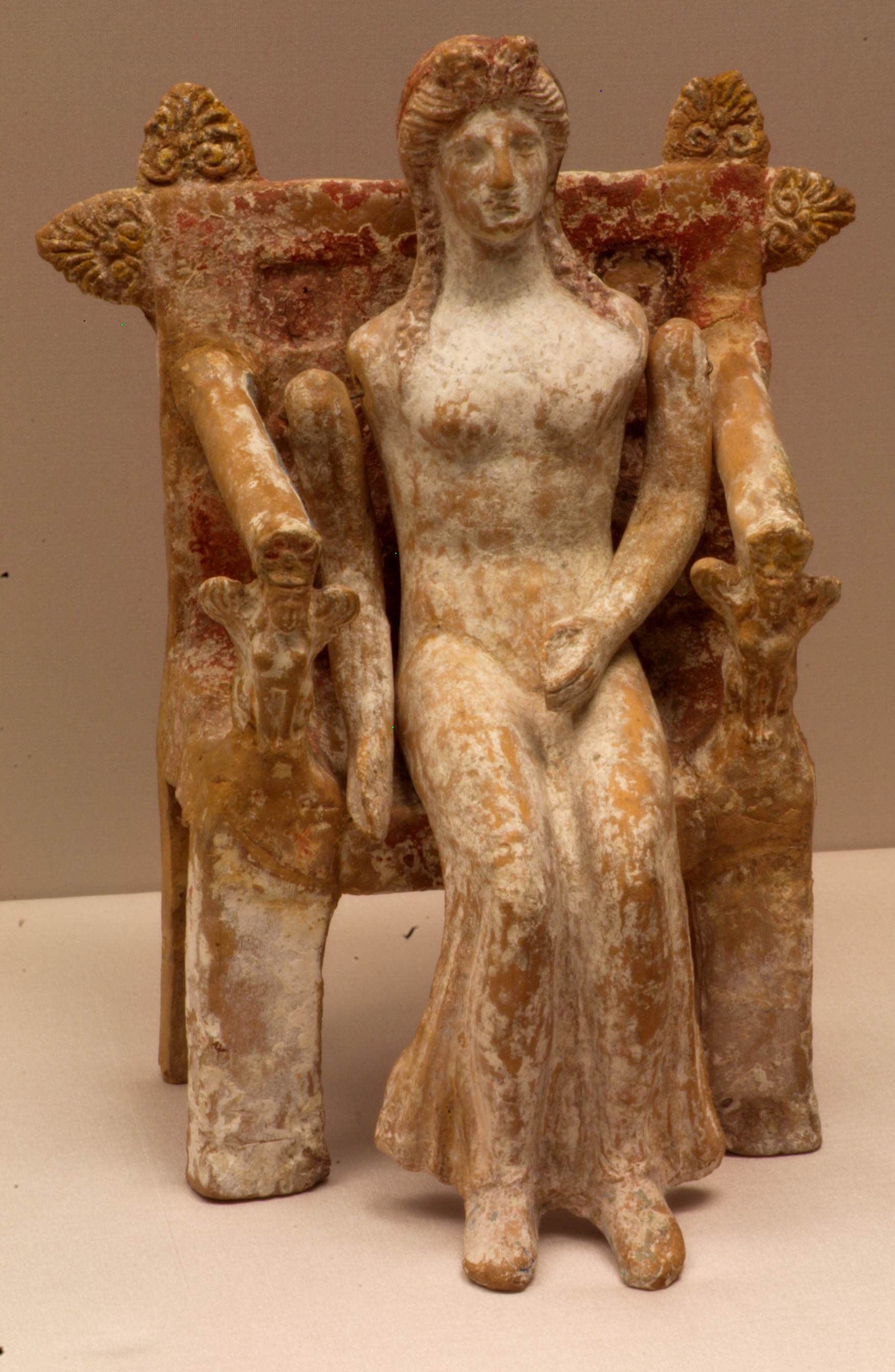
Estatueta original de terracota amb membres articulats, Staatliche Antikensammlungen, Múnic.

La terracota era una tècnica dominada des de temps immemorials, però la seva aplicació es donava més en terrisseria que no pas en escultura, on el seu ús es limitava a objectes decoratius i petites estàtues de consum popular que representaven actors, especialment còmics, animals i tipus de persones comunes del poble però, per regla general, sense gaire refinament tècnic i que repetien toscament els principis formals de l'escultura de gran mida. Les peces més grans i més refinades eren rares i caldria esperar a les escoles hel·lenístiques, a partir de finals del segle IV ane, per a la seva difusió més generalitzada; és de remarcar, però, la factura d'un exemplar produït durant l'època clàssica a l'Àtica, conservat al Louvre, que mostra pràctiques avançades de la tècnica. Els elements de decoració arquitectònica en terracota van tenir un gran ús en els períodes anteriors i posteriors, però durant el classicisme van ser poc habituals. Un gènere molt particular és el de les figures petites de terracota amb els membres articulats, que sembla haver exercit funcions específiques. Es troba a moltes tombes, el que suggereix una associació amb les deïtats ctòniques. També s'especula que van poder haver servit com estàtues de culte domèstic, com ofrena als déus i com protecció màgica de la llar contra les forces del mal. Moltes d'elles tenen forats a part posterior del cap, que indica que podien haver estat usades en suspensió, el que permetria el lliure moviment dels seus membres. També es va pensar que podien haver servit com a nines per als nens, però la seva fragilitat, impedia la manipulació repetida sense la seva ruptura ràpida, el que no sembla recolzar aquesta hipòtesi. Pel que fa a les estatuetes votives, s'observa una gran varietat d'estils, especialment al Clàssic tardà, on es troben figures de peu o assegudes i que freqüentment portaven alguna ofrena a les mans, continuen apareixent amb trets clarament arcaics al costat d'elements més progressistes de l'estil, a imitació de les pautes marcades per l'estatuària de culte monumental. La majoria d'aquestes figures es realitzaven amb motllos, però en emprar-se motllos independents de caps i braços, aquests es podien disposar en diferents posicions, amb el que s'aconseguia gran varietat de models sense gaire esforç de modelatge previ. Com que acostumaven a estar policromades la pintura variava una d'altra amb el que també es trencava la monotonia i semblaven creacions diferents.

### Orfebreria

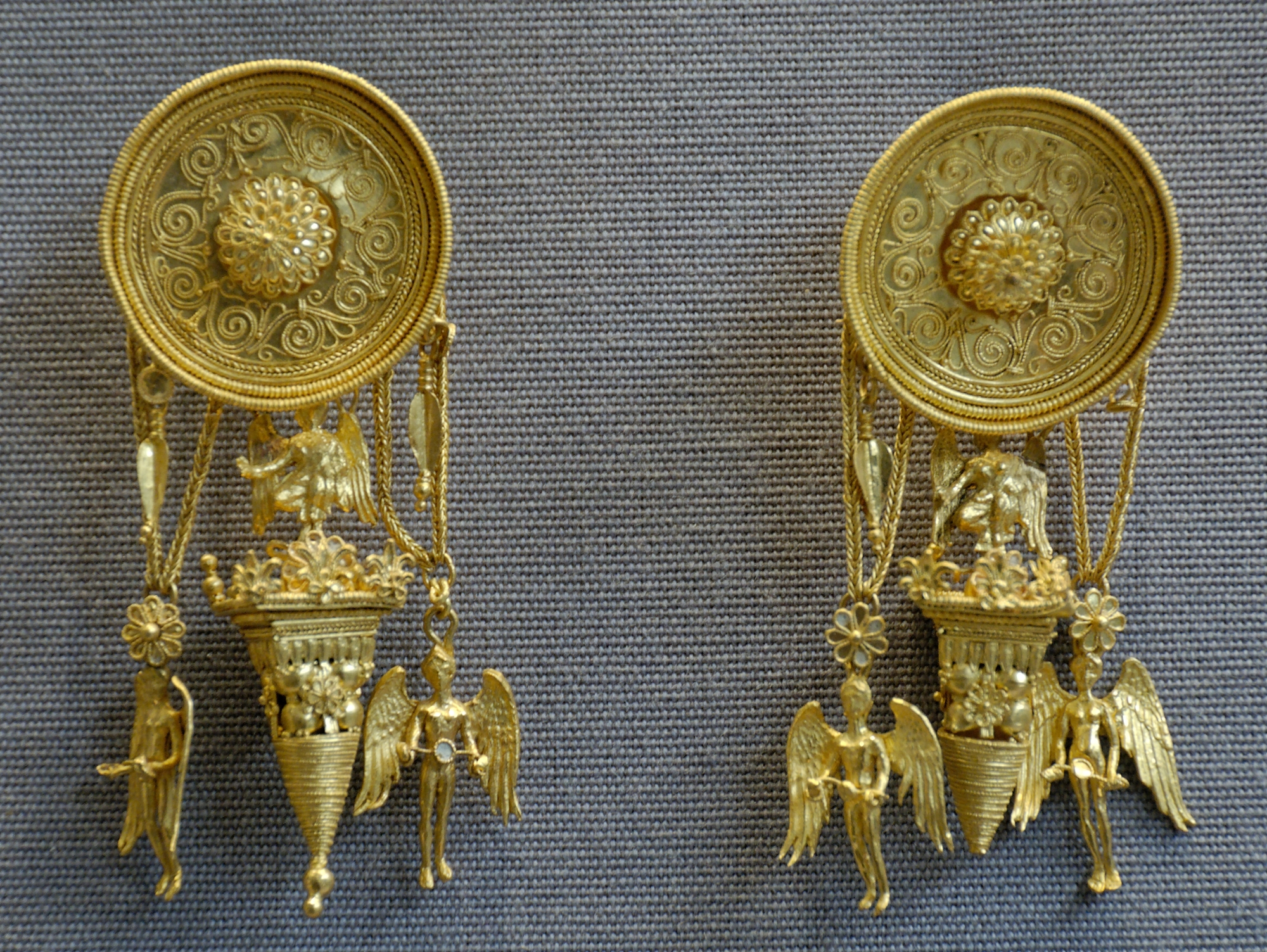
Parell d'arracades amb penjoll en forma de piràmide i amb les personificacions d'Eros i Niké, c. 330-300 ane, Museu Britànic.

Es pot parlar de l'orfebreria com una tècnica escultòrica en miniatura, de la qual va haver una producció important, principalment a les colònies de la Magna Grècia, Xipre i el sud de la mar Negra; en canvi, són troballes rares a la Grècia continental. La majoria de l'orfebreria d'aquesta fase es relaciona amb contexts religiosos, decoració d'estàtues de culte, ofrenes votives o de celebració; aquest darrer és el cas de les corones d'or que acostumaven a reproduir fulles de llorer, heura, olivera i parra executades amb filigrana i utilitzades a l'apoteosi dels líders. Però l'ús de joies personals no era infreqüent i n'han estat trobades mostres, principalment a tombes i santuaris, amb gran varietat de tipus com ara braçalets, diademes, collarets, arracades penjants o fíbules. Els motius decoratius representats són, generalment, animals, vegetals i formes humanes, entre les quals abunden les representacions d'Eros o Niké. El model de braçalet i collaret més corrent era el torques –anella metàl·lica oberta– amb els seus extrems acabats amb caps d'animals. Existeixen també unes petites plaques d'or amb adorns repussats i amb forats, trobades en aixovars funeraris, que es creu anaven cosides com a ornamentació a les vestidures.

### Còpies i color
De gran valor per refer el panorama de l'antiga escultura grega són les còpies en miniatura, que eren molt populars i que replicaven quasi tots els models de les obres més importants de l'estatuària monumental, una pràctica que no es va limitar només al període clàssic. Curiosament, alguns temes de gran èxit que van ser copiats diverses vegades en la seva mida original no es troben en miniatura, com és el cas del Dorífor de Policlet. Al Museu del Louvre es conserva una estatueta en bronze romana còpia de l'Hèracles de Lisip, però, per la diferència dels anys passats entre l'execució de l'original (c. 320 ane) i aquesta petita còpia, el seu modelatge es troba realitzat amb un naturalisme més accentuat i ha perdut la gran força que va imprimir el seu autor a l'original. Potser aquesta absència és una mera coincidència, però pot ser que les obres originals estiguessin tan carregades de significat que la seva reducció havia de semblar inadequada. Els materials utilitzats per a la miniatures eren bronze, marbre, ivori i, eventualment, altres pedres. La terracota, malgrat la seva versatilitat, no sembla haver estat considerada un material digne per a la reproducció d'obres famoses, almenys durant el classicisme grec.
Quan es parla de l'antiga escultura grega s'ha de saber que allò que s'observa avui als museus no representa la realitat. En primer lloc, perquè gran part de l'estatuària de referència, els exemplars d'obres monumentals, estan reduïdes a trossos o només es coneixen a través de còpies romanes. Moltes de les qualitats tècniques de l'acabat d'aquestes còpies són força pobres i no se sap exactament quin grau de fidelitat mantenen, pel que fa a la forma, dels seus models originals; malgrat això es creu que en general tenim uns testimonis fiables. Però, més important que això, és que no podem copsar el seu efecte final i la correcta lectura de l'obra, ja que la seva superfície actualment està mancada de colorit. La pràctica corrent dels antics grecs era cobrir les seves estàtues i relleus arquitectònics amb pintura, ja sigui només parcialment o totalment, amb el que cercaven una semblança encara més marcada que la que proporcionaven formes i estructures. Durant segles es va considerar que les seves obres estaven realitzades com es presenten avui dia, però la veritat és que eren de colors vius, amb un efecte que avui, per la falta de costum i coneixement semblarien, almenys, «estranyes». Tanmateix, els estudis suggereixen que a l'època clàssica grega l'ús de color a l'escultura va ser més discret que en períodes anteriors. Recentment investigadors han tractat de reconstruir les estàtues policromades en còpies fetes expressament i els resultats han estat fascinadors i sorprenents.

| - Cuirassa de tors en marbre probablement d'un arquer, provinent de l'Acròpolis d'Atenes, cap a 470 ane - Restitució de la possible decoració policroma, per a l'exposició itinerant de Bünter Gotter, produïda per la Gliptoteca de Múnic a partir de l'any 2003. - Una altra restitució possible de la decoració policroma, per a l'exposició itinerant de Bünter Gotter, produïda per la Gliptoteca de Múnic a partir de l'any 2003. |

## Llegat i perspectives
Que l'art grec clàssic va exercir una influència enorme sobre tota la història de l'art de l'Occident és ja un tòpic comú, aquest coneixement s'imparteix d'una manera genèrica a les escoles i provoca consens entre els experts. Va influenciar l'art del Pròxim Orient i de l'antiga Roma en la mateixa època del seu floriment a Grècia i a través de l'Hel·lenisme el de l'Àfrica del Nord i de l'Orient Mitjà. En els períodes del Renaixement, el Romanticisme, el Neoclassicisme i a inicis del segle xx, va deixar un ampli i accessible testimoni per a tots, tant a les arts visuals com en altres camps de l'activitat humana. Per tant, la seva importància és fora de dubte i el seu propi nom «clàssic» indica l'estat que ha adquirit, perquè en el llenguatge corrent, clàssic és el que estableix una mesura amb què avaluar d'altres coses d'aquest tipus.

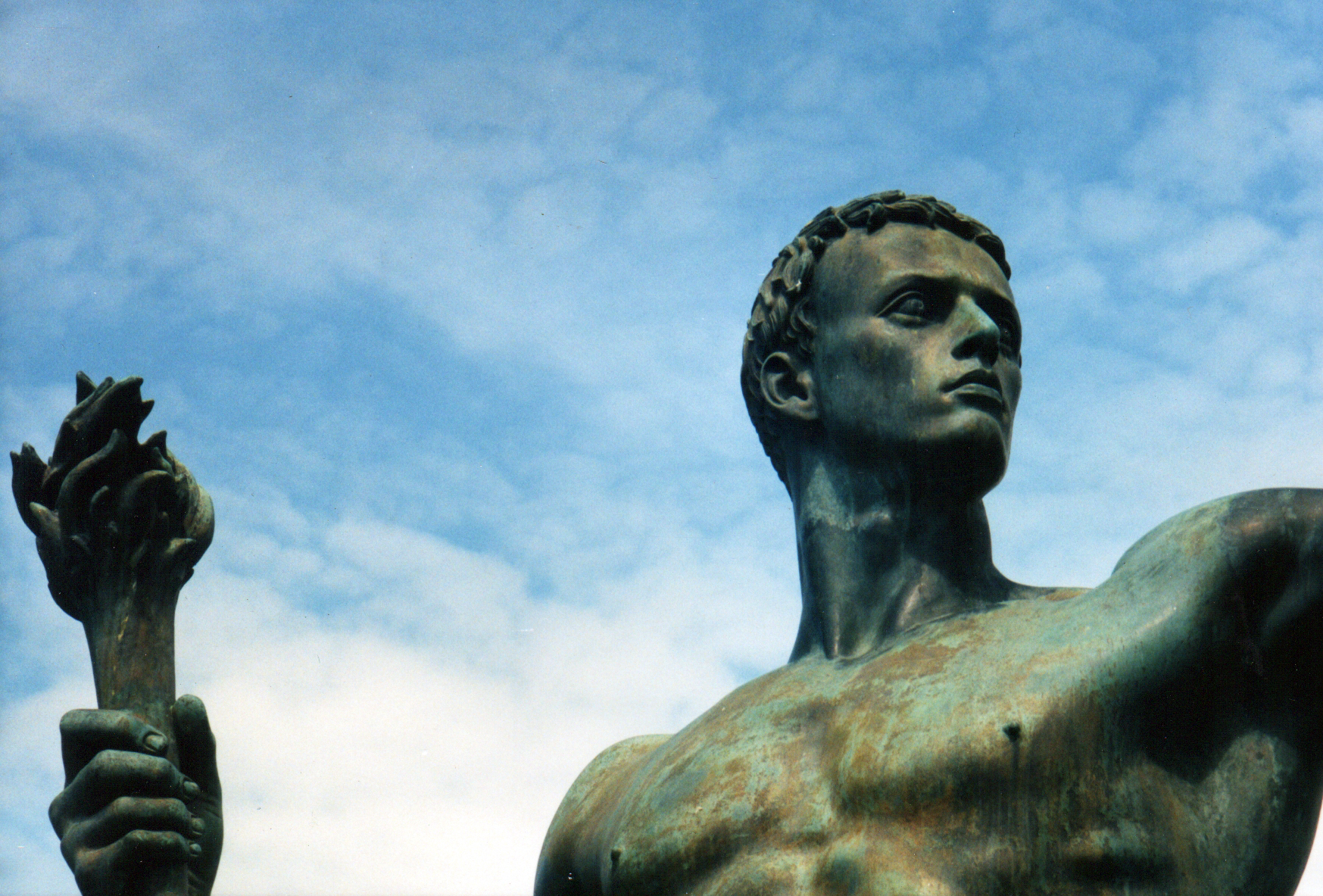
Die Partei ("El Partit"), detall de l'estàtua d'Arno Breker. Representa l'esperit del Partit Nazi amb clara influència de l'escultura grega clàssica.

L'escultura clàssica va ser en el seu origen una de les palanques per al naixement de l'estètica com a branca autònoma de la filosofia i, al llarg de la seva història, els seus models formals van ser utilitzats per a una àmplia varietat de propòsits, alguns nobles i d'elevada inspiració humanista però de vegades, oposats a això, ho van ser per a règims totalitaris i personalitats de diverses índoles, com va succeir durant el nazisme i el feixisme. La ideologia subjacent de l'escultura grega clàssica no era, a l'avaluació moderna, lliure de problemes ètics, perquè glorificava un estil de vida i un poble en detriment dels altres i preponderant el col·lectiu sobre l'individual, suprimint el fer qüestió de l'ordre establert sota un mantell d'homogeneïtat artificial i consens. L'execució de Sòcrates, acusat d'impietat i corrupció de menors, per la mateixa societat que va cultivar el classicisme, alerta de la perversió i mala interpretació que poden sofrir els propòsits positius de millora i educació de la comunitat per aconseguir una ciutadania més plena, una vida més pura i harmoniosa i una ètica més avançada. L'escultura clàssica ho va il·lustrar tan bé, que avui es troba entre els objectius més bàsics de qualsevol sistema d'educació digna d'aquest nom, però d'altra banda reflecteix la imperfecció inevitable de qualsevol empresa humana i la tendència a l'exclusió de les diferències d'aquest període.
El classicisme va iniciar la seva difusió pel món a través de les colònies gregues, disperses per tota la conca del Mediterrani i de la mar Negra; Alexandre Magne el va portar més lluny, fins a l'Índia. En aquestes regions els principis de l'escultura grega es van mesclar amb les tradicions autòctones, originant interpretacions estilístiques que reproduïen, amb més o menys èxit, l'estètica metropolitana, i a aquesta síntesi eclèctica cosmopolita se li va donar el nom genèric d'Hel·lenisme. L'Antiga Roma, per contra, va ser una àvida receptora de la cultura grega clàssica, els seus escultors se sentien orgullosos de treballar sota la influència grega i van deixar una vasta col·lecció d'obres en què els models clàssics i hel·lenístics es reconeixen fàcilment. Al mateix temps, els artistes d'aquestes regions, en especial Roma, van transmetre per a la posteritat molt del que van rebre de Grècia, actuant com a conservadors d'un llegat que potser s'hagués perdut sense el seu ajut. El cristianisme primitiu va prendre els models grecs per iniciar el seu propi art, però després del segle VI es va convertir en el més ferotge adversari de l'escultura antiga i li va infligir un cop devastador: la destrucció indiscriminada d'obres escultòriques. Va ser aleshores quan les jerarquies eclesiàstiques decidiren que la gran majoria de les obres que encara sobrevivien des de l'antiguitat es destruïssin, vistes com a immorals per la seva preferència a la representació del nu, a més a més d'ésser condemnades com una relíquia del sistema pagà. D'altra banda, durant el Renaixement, el model clàssic va ser el tema d'una recuperació de la dignitat del cos i el plaer purament estètic, i el cristianisme, després de proscriure durant segles l'herència artística pagana, el va recuperar, amb les transformacions i adaptacions necessàries, per servir i lloar als herois del nou ordre: els sants i màrtirs de la fe. El classicisme retorna a escena amb força amb l'art renaixentista, l'esperit del qual reprodueix gairebé literalment la idea formulada pels filòsofs clàssics. El prestigi que l'estatuària clàssica va aconseguir en aquest període del renaixement, va arribar al caire de la passió:
| « | (...) els pintors i escultors, escollint les més elegants belleses naturals, perfeccionen la Idea i les seves obres avancen i superen la Natura, la qual cosa representa l'última lloança a aquestes arts, com ja hem verificat. Neix aleshores el respecte i l'estupor dels homes davant els artífexs: aquesta va ser la glòria de Timantes, Apeles, Fídies i Lisip i de tants altres celebrats per la fama, els quals, elevats sobre les formes humanes, van portar les seves idees i les seves obres a l'admiració. Bé pot anomenar-se aleshores a aquesta Idea perfecció de la Natura, miracle de l'Art, providència de l'Intel·lecte, exemple de la Ment, llum de la Fantasia. Sol que des de l'Orient inspira l'estàtua de Menón, foc que vivifica l'estàtua de Prometeu. | » |
| — Giovanni Pietro Bellori. Discurs a l'Accademia di San Luca sobre La Idea de la Pintura, Escultura y Arquitectura. | |   |

Per als romàntics, especialment a Alemanya, Grècia va continuar sent vista com un model de vida i de cultura. Nietzsche va exclamar: «Oh, els grecs! Ells sabien com viure.» Altres estudiosos, en la mateixa línia, van rebutjar la tradició romana i van passar a cultivar la grega clàssica fins al punt que es va crear una veritable «grecomania», que va influir en totes les humanitats i formes artístiques.Al neoclassicisme, l'humanisme clàssic va actuar com a impuls, no menyspreable, per implementar conceptes democràtics i republicans. Segons l'apreciació de Winckelmann, un dels cervells del moviment, semblava que solament els grecs havien tingut èxit en la producció de bellesa; per a ell i els seus companys l'Apol·lo de Belvedere va ser la més perfecta realització de l'escultura de tots els temps. Al mateix Winckelmann també se li deu la diferenciació entre l'Alt classicisme i el Classicisme tardà, descrivint el primer com «grandiós i auster» i el segon com «formós i fluid». Mentrestant, el classicisme va creuar l'Atlàntic i va inspirar la formació de l'Estat nord-americà i la seva escola d'escultura.
Durant el segle XX el model educatiu clàssic comença a decaure sota l'impacte de la revolució moderna, i la capacitat de l'escultura clàssica per inspirar als nous artistes es precipita a una caiguda fulminant fins a gairebé extingir-se, mentre que els estudis acadèmics sobre ella es multipliquen i es perfeccionen a nivells inèdits amb el desenvolupament de nous mètodes de recerca arqueològica i el perfeccionament de l'aparell teòric i tècnic. Avui dia les regles formals de l'escultura clàssica grega, el seu humanisme i el seu èmfasi en el nu, troben una nova manera d'impressionar la societat quant a la concepció contemporània de la bellesa i les pràctiques relacionades amb el cos; es recorre a un cultiu del físic que va néixer amb els grecs i que influeix diversos costums relacionats amb la sexualitat i el concepte del cos en la cultura de masses. Encara que, òbviament, els grecs no són responsables de l'evolució del tipus físic de la raça humana, per a un ésser cultural i mental com l'home els aspectes purament biològics no són absoluts i és possible que l'herència clàssica tingui les seves arrels a l'inconscient col·lectiu dels occidentals i a la seva consciència activa, es deixa influir en una moderna selecció «natural» cap a un model corporal establert pels escultors clàssics, però les causes per què succeeix això ara, encara no estan clares.

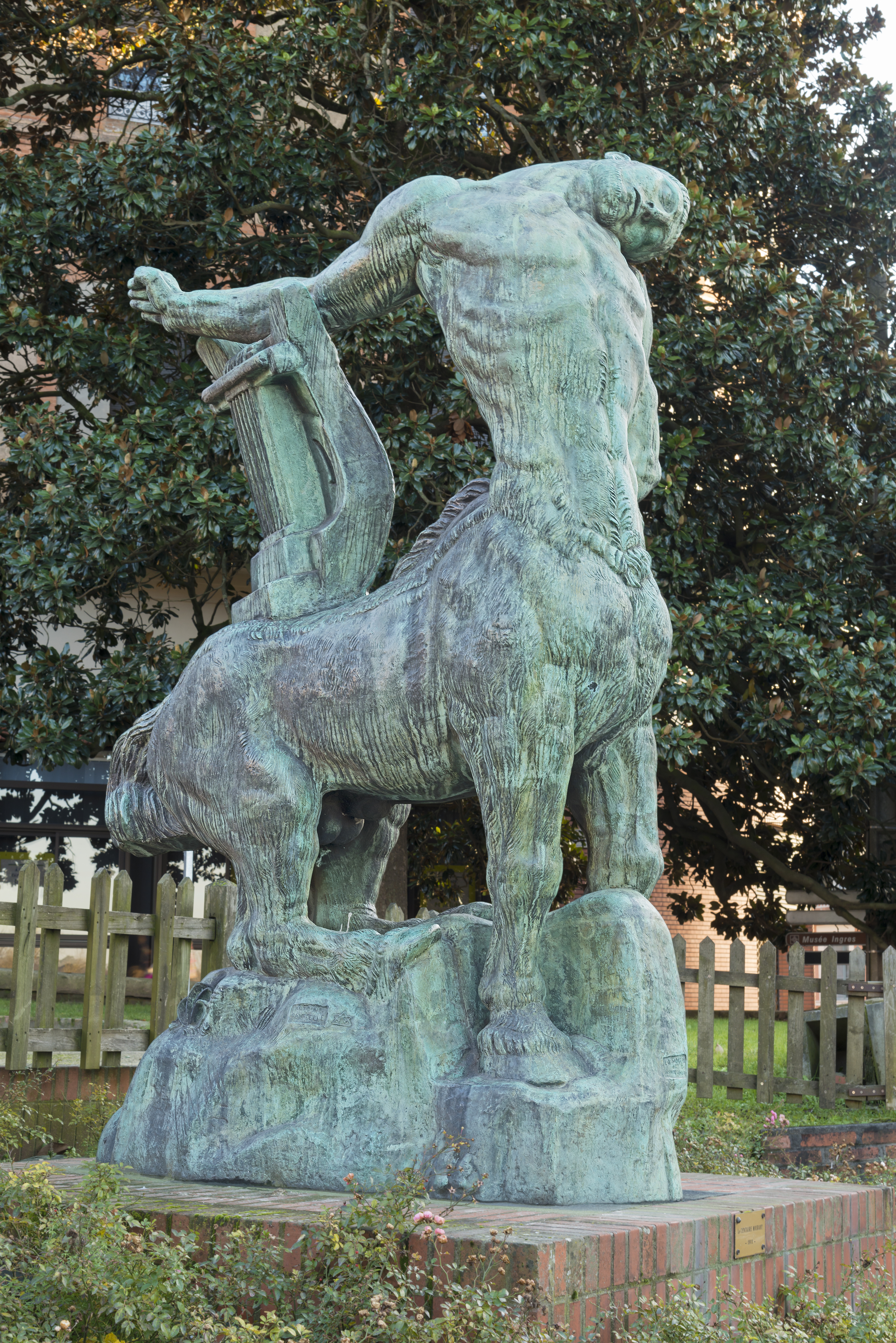
Centaur moribund, 1914, Antoine Bourdelle, les obres del qual es van inspirar en les de l'antiga Grècia.

Al mateix temps comença a establir-se entre la crítica d'art una tendència a rebatre el prestigi pràcticament unànime que l'art modern va conquerir i ha mantingut durant quasi un segle; l'establiment de pràctiques en la societat contemporània, els seus valors individualistes, hermètics, irracionals, abstraccionistes, antihistòrics i informals comencen a ésser revisats. En aquest sentit, el model clàssic pot tenir una nova atracció per als artistes i la societat en el context de l'actualització de la paideia, amb el rescat d'una línia de treball inspirada en l'humanisme clàssic, cap al bé comú i l'educació ètica del públic general, per la qual cosa les seves obres es dirigeixen en un moment històric en què l'èmfasi en la tecnologia, juntament amb el consumisme, l'excessiva especialització dels oficis, la vida urbana, els problemes ambientals, la superficialitat de la cultura de masses i la pèrdua de referències morals, es converteixen en aspectes amenaçadors del benestar i la supervivència de la raça humana. Significativament, el tema del XX Congrés Mundial de Filosofia organitzat per la International Federation of Philosophical Societies a Boston el año 1998 fou Paideia educating Humanity (Paideia educació de la humanitat). El postmodernisme va assajar una re-lectura de l'art clàssic, però va reconèixer que qualsevol apropiació dels principis antics és selectiva, contaminada pels prejudicis històrics i contextuals, i mai innocent, però que podria llançar un llum útil per al contemporani si s'adaptava als nous temps. En aquest sentit, no és menys interessant el fet que l'escultura clàssica és en aquest segle més apreciada i estudiada que qualsevol altre període històric, però que es reflecteix poc en l'art que es produeix. Paral·lelament, els aspectes de la vida contemporània com el turisme cultural als museus i jaciments arqueològics han estat vistos com una força positiva a la difusió de la cultura i l'art clàssic per al públic en general, encara que la seva eficàcia és incerta, ja que pot patir la manipulació política, la degradació mercantil i donar lloc a la racionalització institucional simplista i acrítica sobre el passat. Aquestes conseqüències són, per descomptat polèmiques.

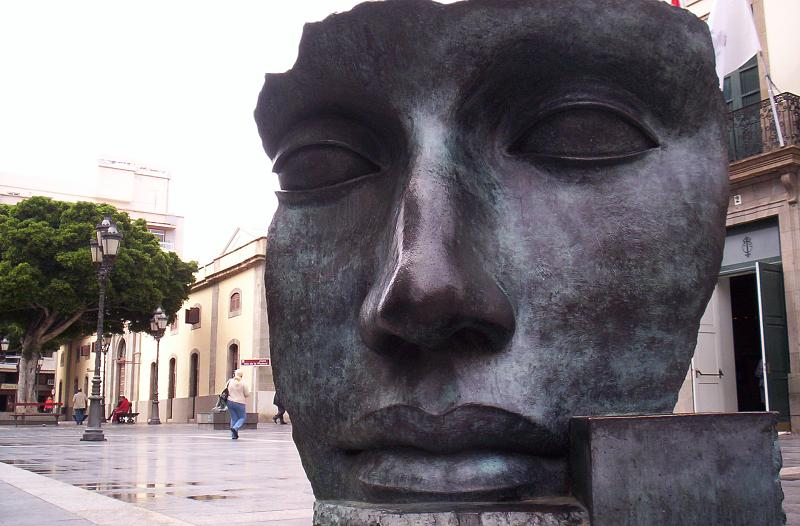
Per Adriane, 1993, Igor Mitoraj (nascut el 1944), escultura pública a Santa Cruz de Tenerife. El seu estil parteix de la tradició clàssica però introdueix un toc postmodern en truncar deliberadament les extremitats, el que a les obres clàssiques és el resultat les vicissituds que han sofert al llarg del temps.

La presència de l'escultura clàssica continua sent sorprenent, les objeccions en contra el seu presumpte elitisme i el dogmatisme estètic i ideològic que ha rebut als últims temps, contribueixen per evidenciar la seva posició destacada i confirmar que continua sent una força activa al panorama cultural actual. S'ha estès sobre una gran part del món i es manté viva avui dia, atraient milions de visitants als museus on s'exhibeix i estant objecte d'innombrables estudis i publicacions, la seva fascinació s'explica essencialment per una única i senzilla raó: la seva semblança amb l'home real. Mentre que els homes vegin com continua aquesta semblança, l'escultura grega romandrà com una referència òbvia i així mateix ho farà quan es vegi la seva imatge com un reflex en un mirall i, més important, quan trobin al retrat que, a més a més, enalteix els punts més positius i suggereix un ideal vàlid per ésser aconseguit. Altres cultures i d'altres races tenen els seus prototips específics i els seus models ideals, igualment dignes d'aplaudiment i respecte; cal no fer una apologia de la «superioritat» d'un grup i un estil que, de fet, només és un més de la rica i diversa comunitat humana. Encara que almenys i respecte de l'home blanc occidental, la reiterada crida que el model clàssic ha exercit sobre si al llarg de la seva història dona fe de l'amplitud i profunditat del seu significat. Retirant-lo del mateix home i tornant-lo magnificat i sublimat, siguin quins fossin els usos o abusos que es van fer o es fan d'aquest model, de conformitat amb la saviesa o bogeria dels temps, el mèrit de la seva «invenció» és deguda als grecs clàssics.